# يسرية
اليسرية (بالإسبانية: Yesería)‏ هي تقانة نقش القصارة استعملها الأندلسيون والمغاربة ثم المدجنون لتزيين القصور وديور العبادة. كانت القصارة تُنحت بأنماط هندسية وإسلامية. هناك أمثلة لليسرية في قصر الحمراء وقصر إشبيلية وكنيس قرطبة وغيرها.

## معرض الصور

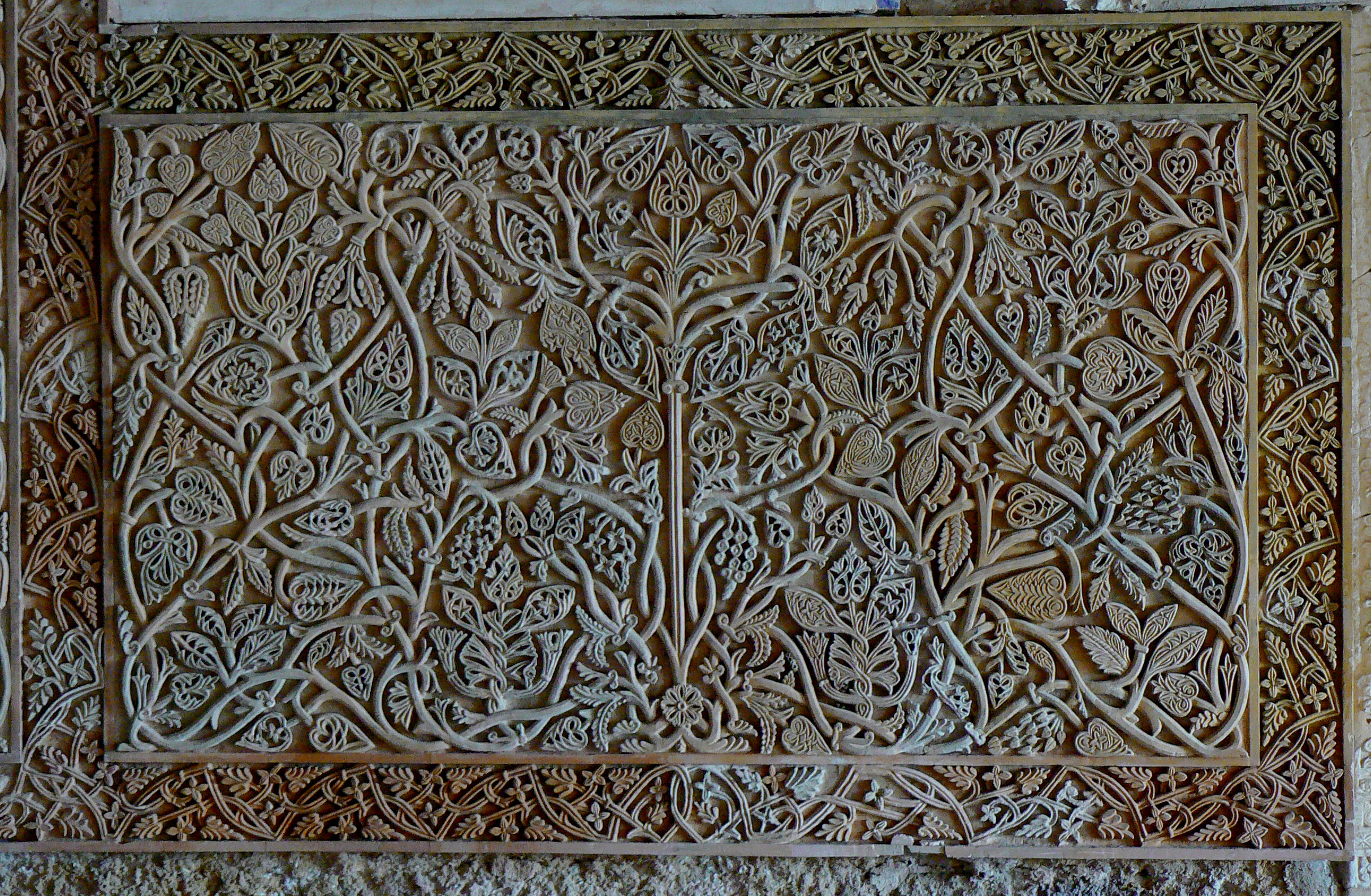
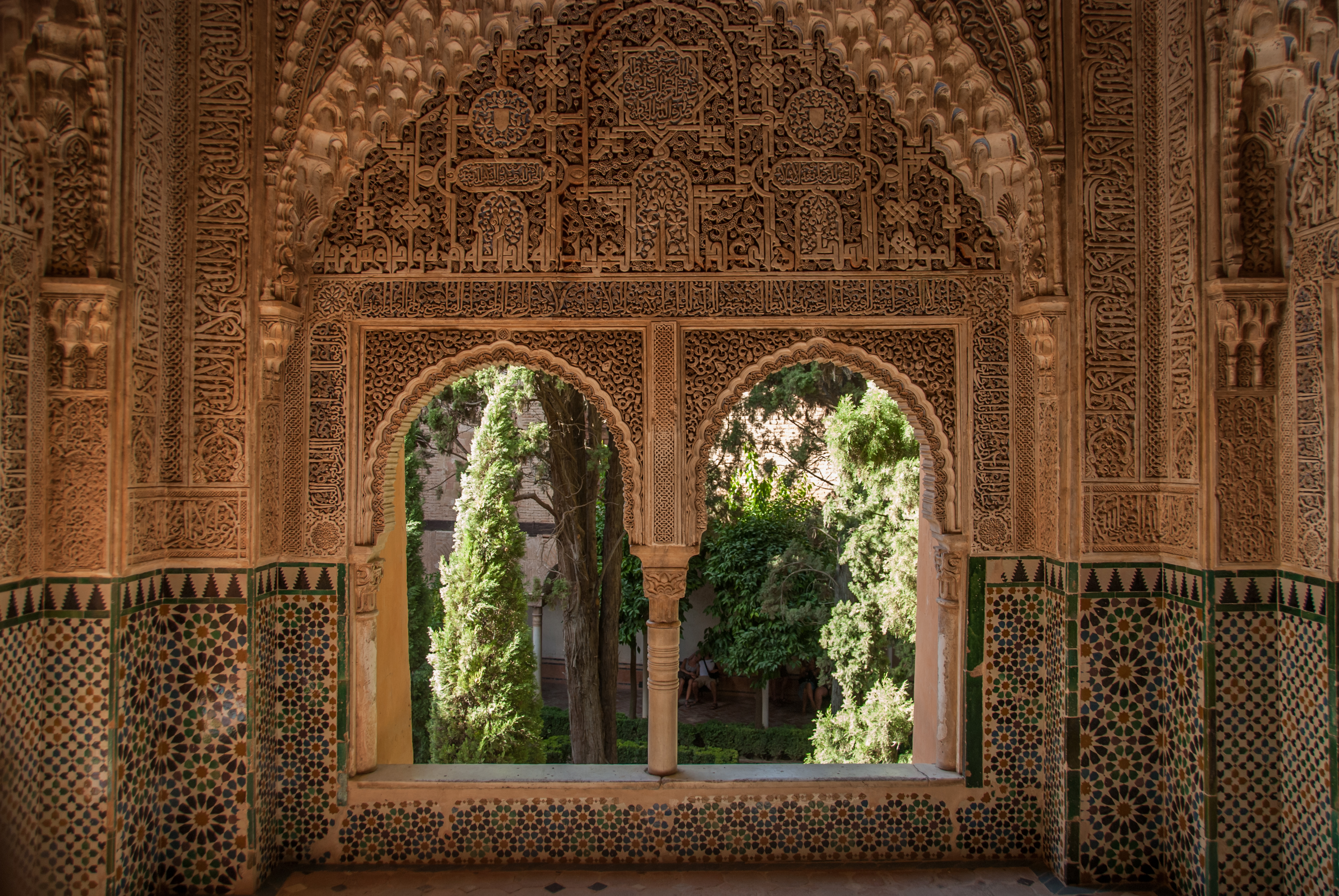
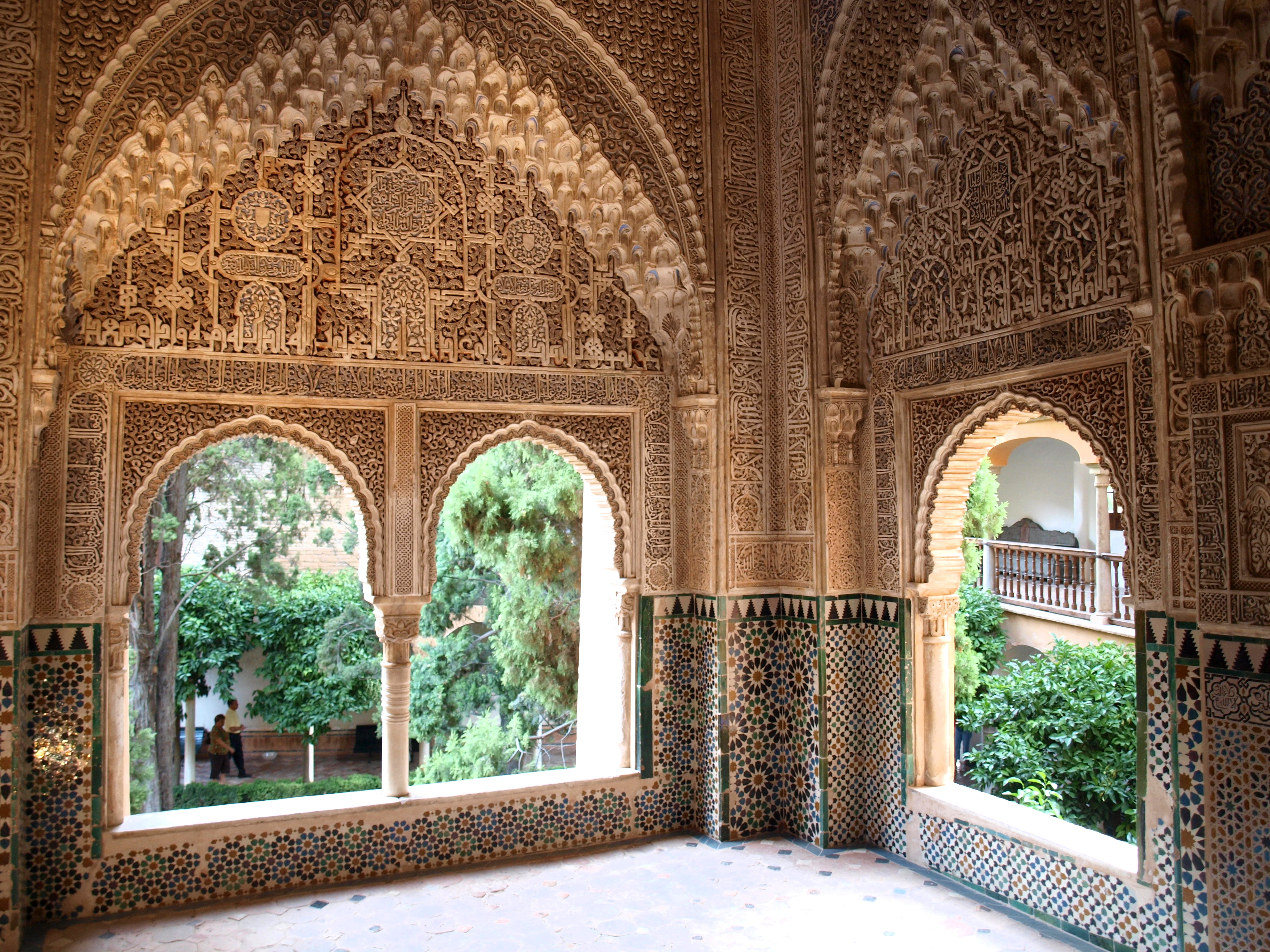
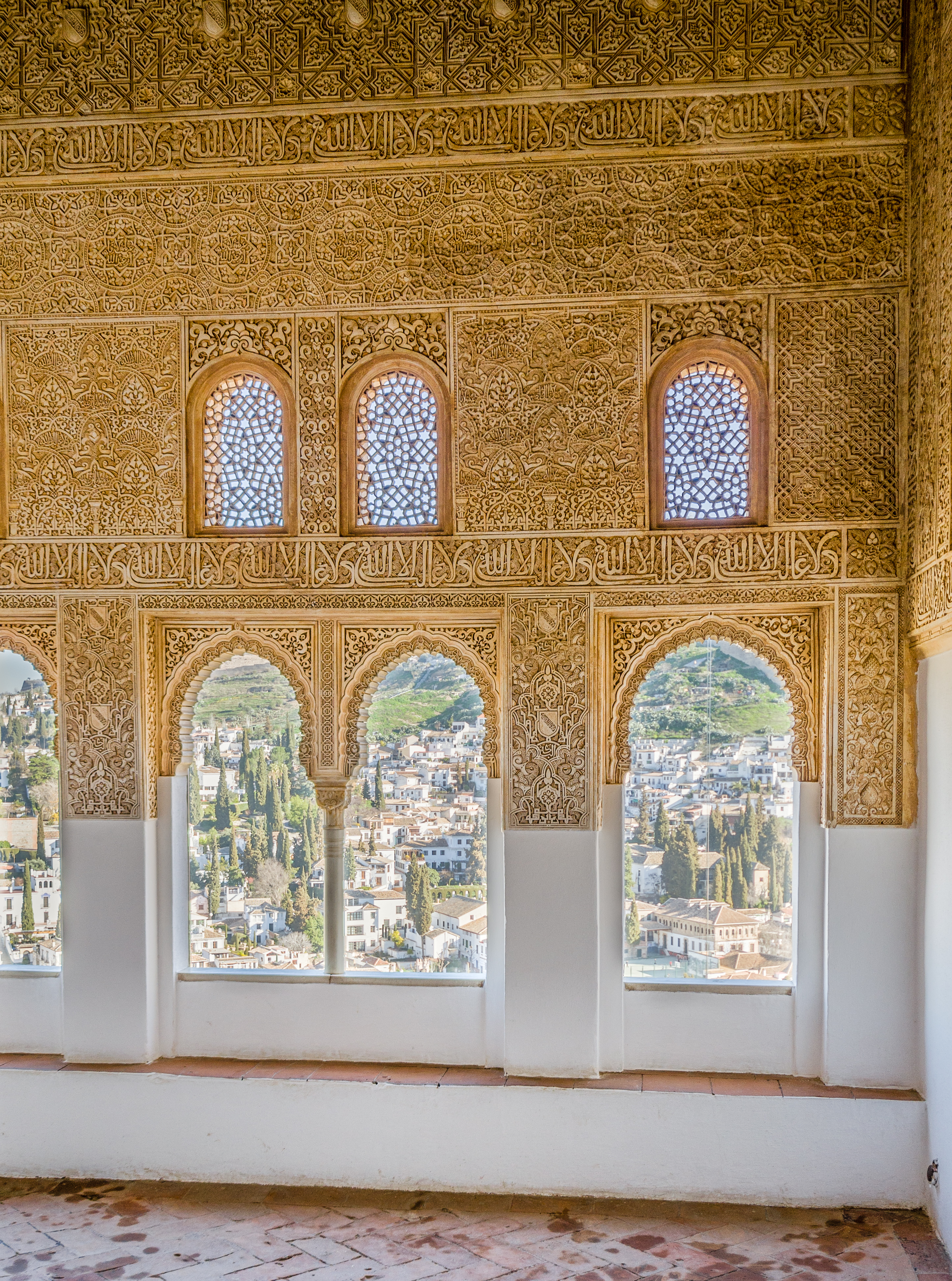
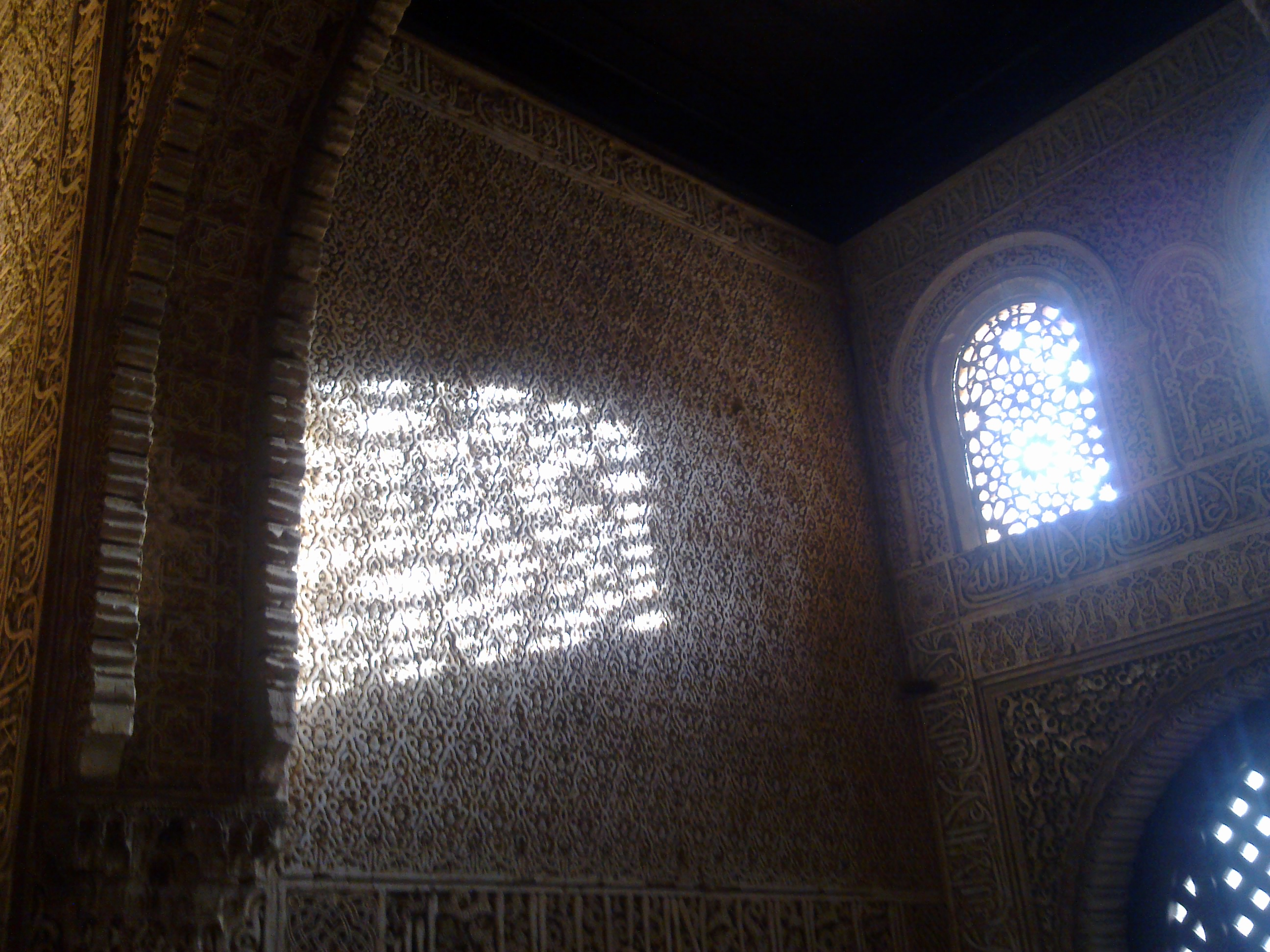
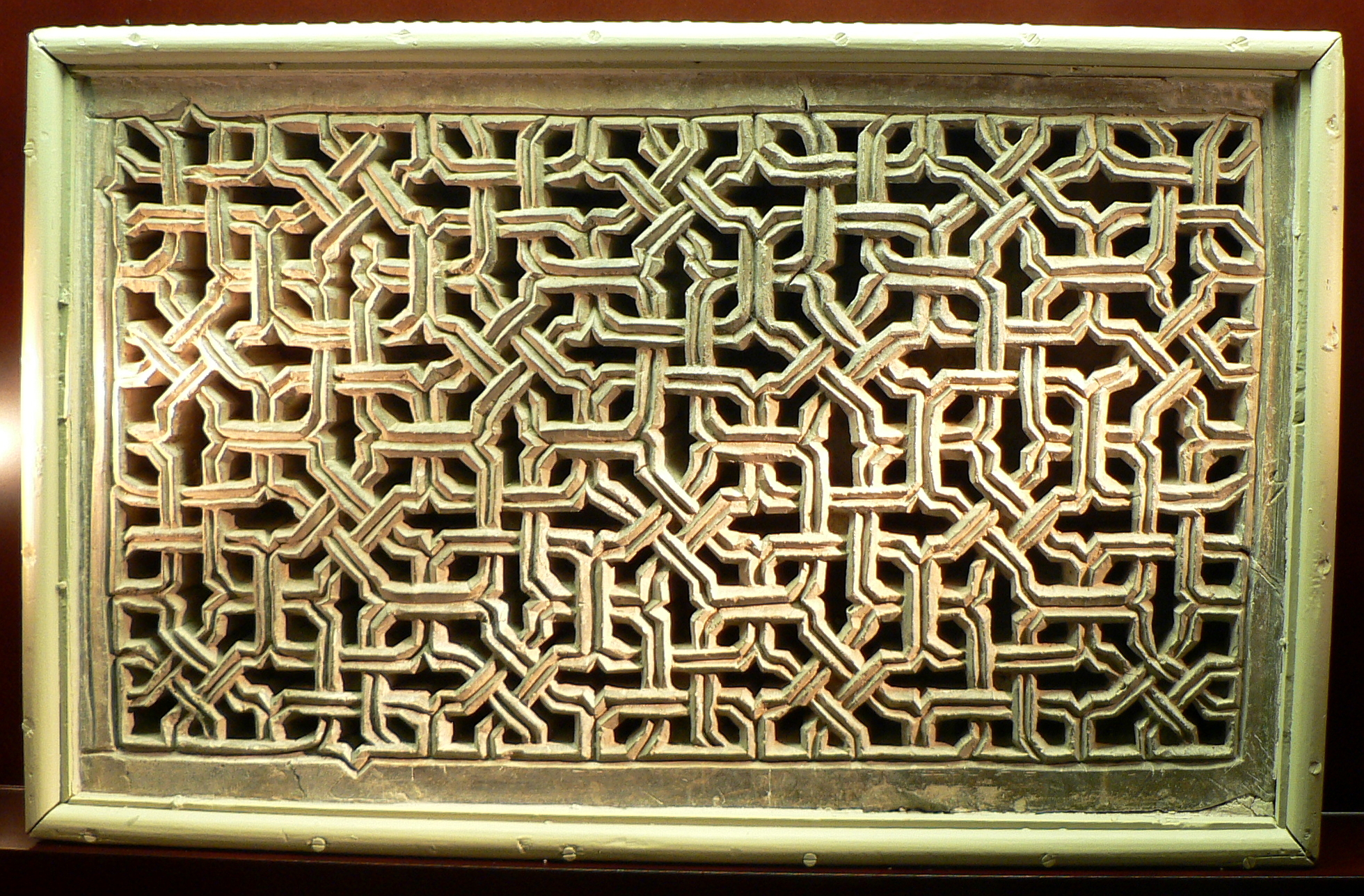
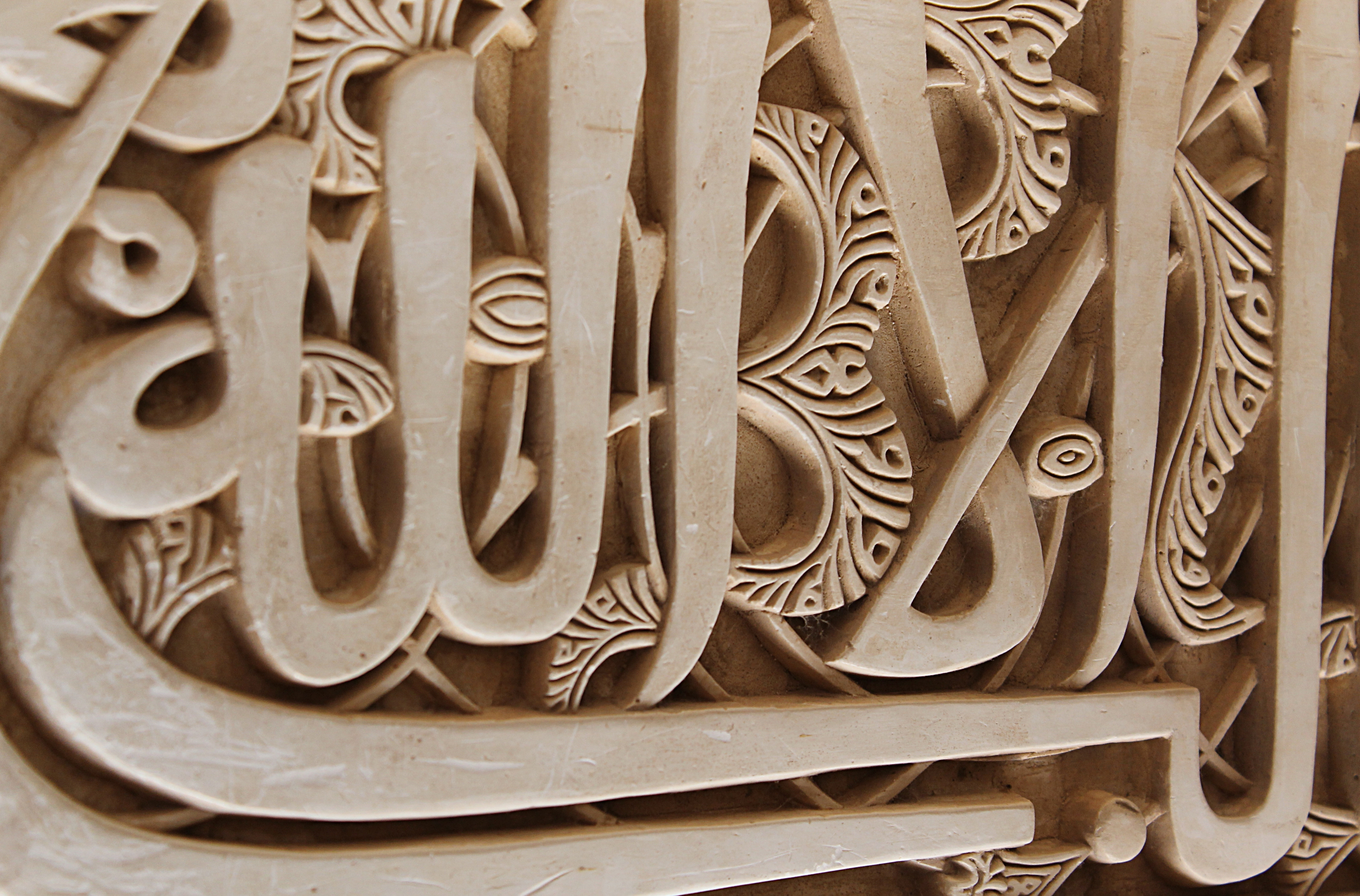
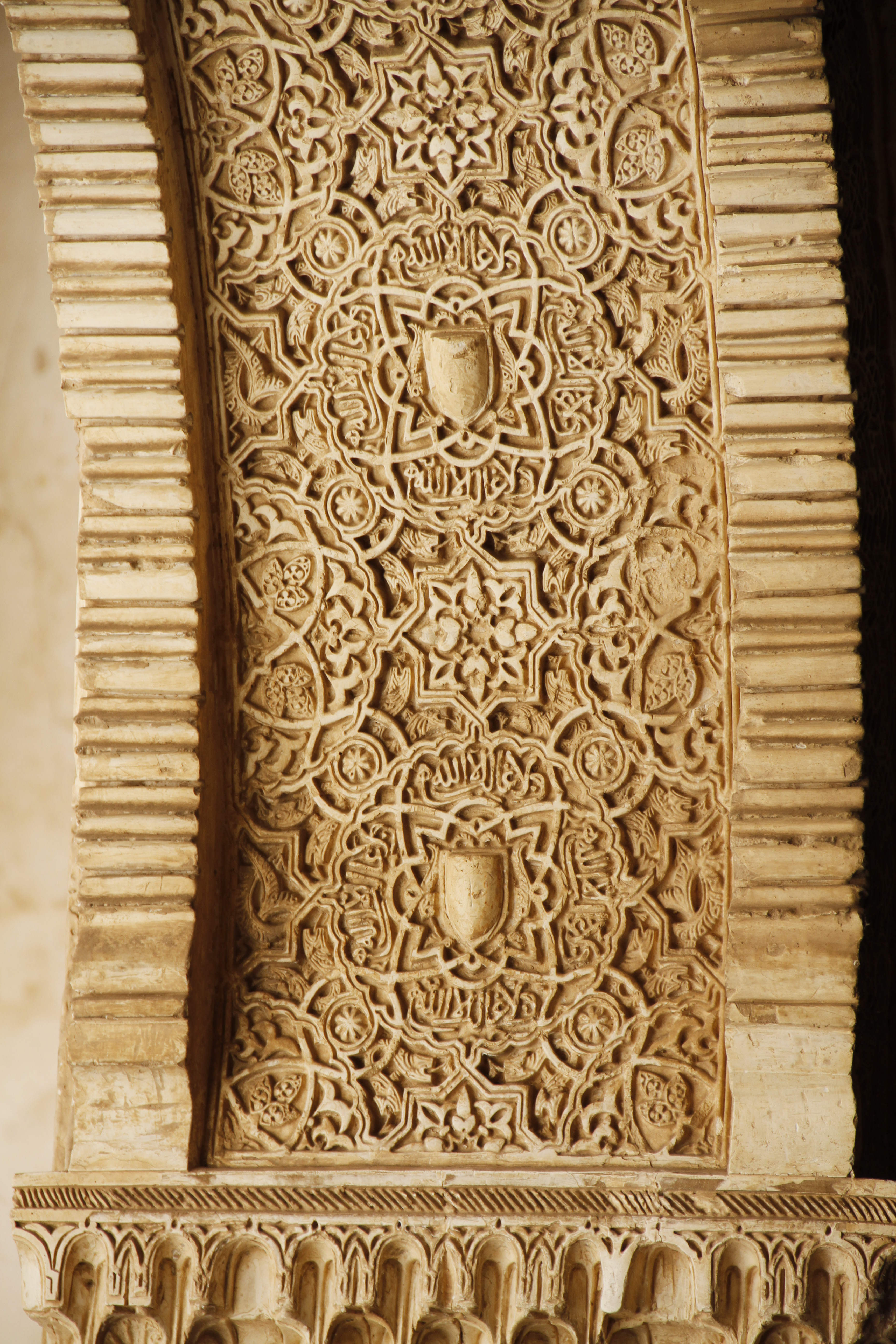
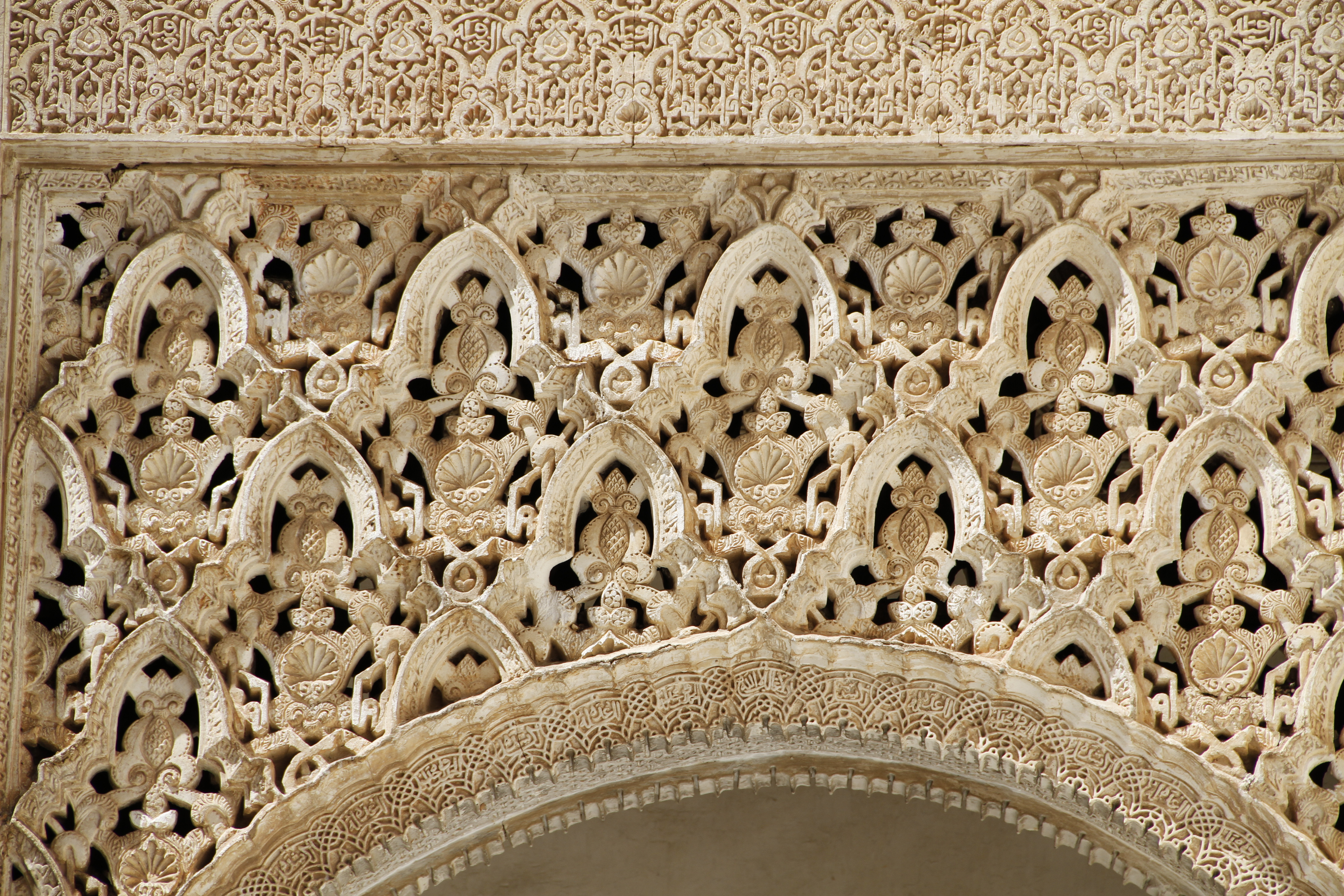
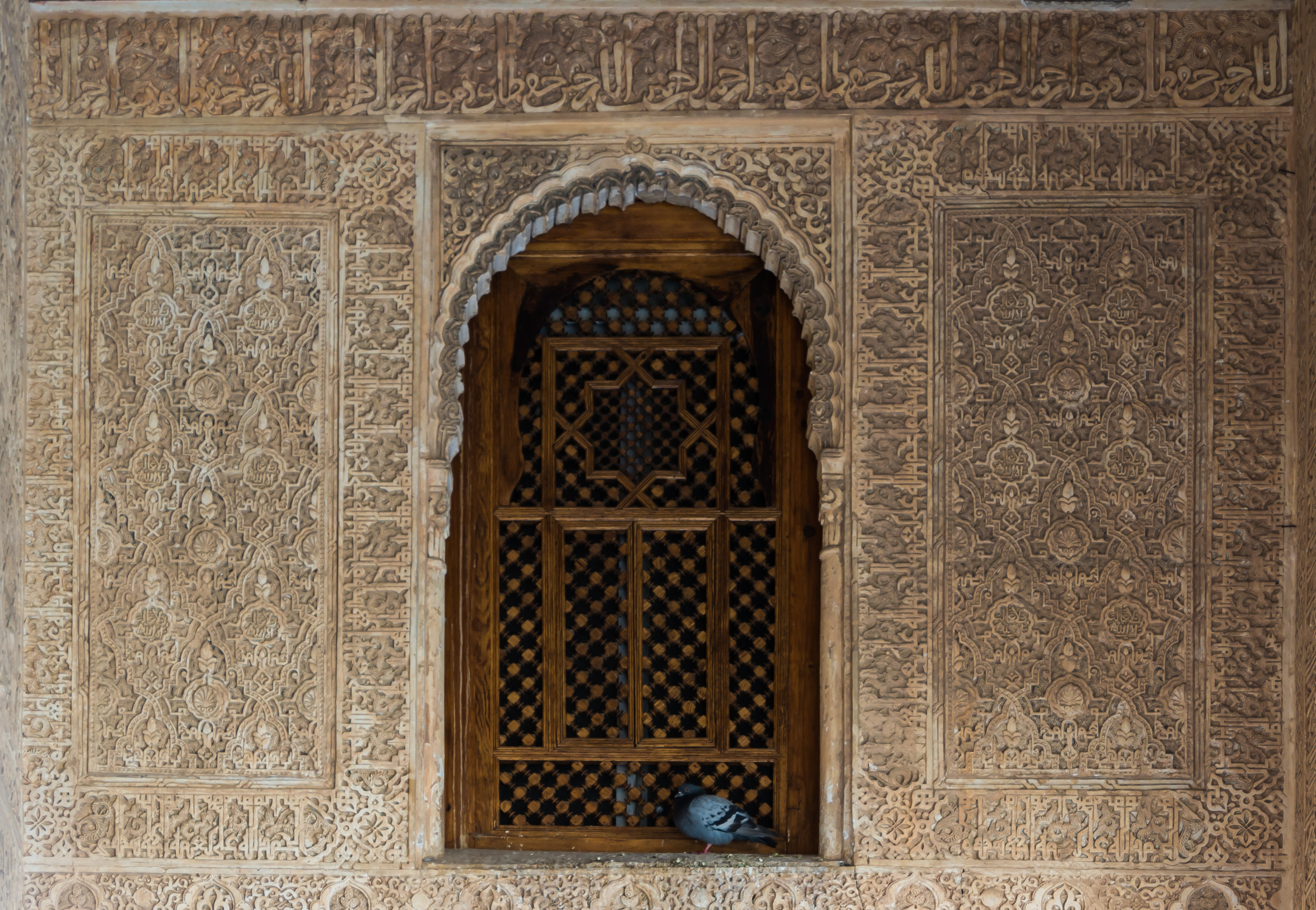
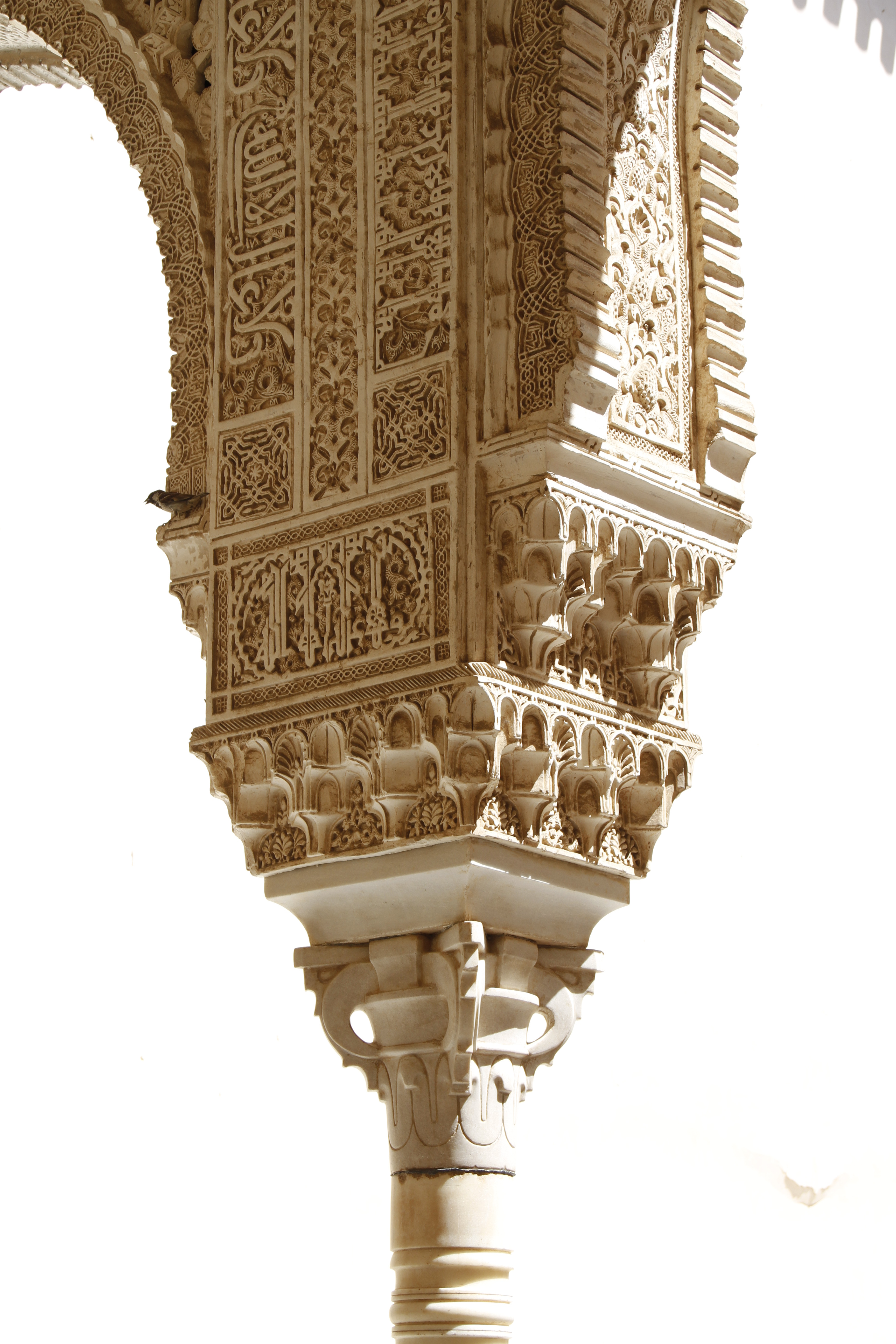
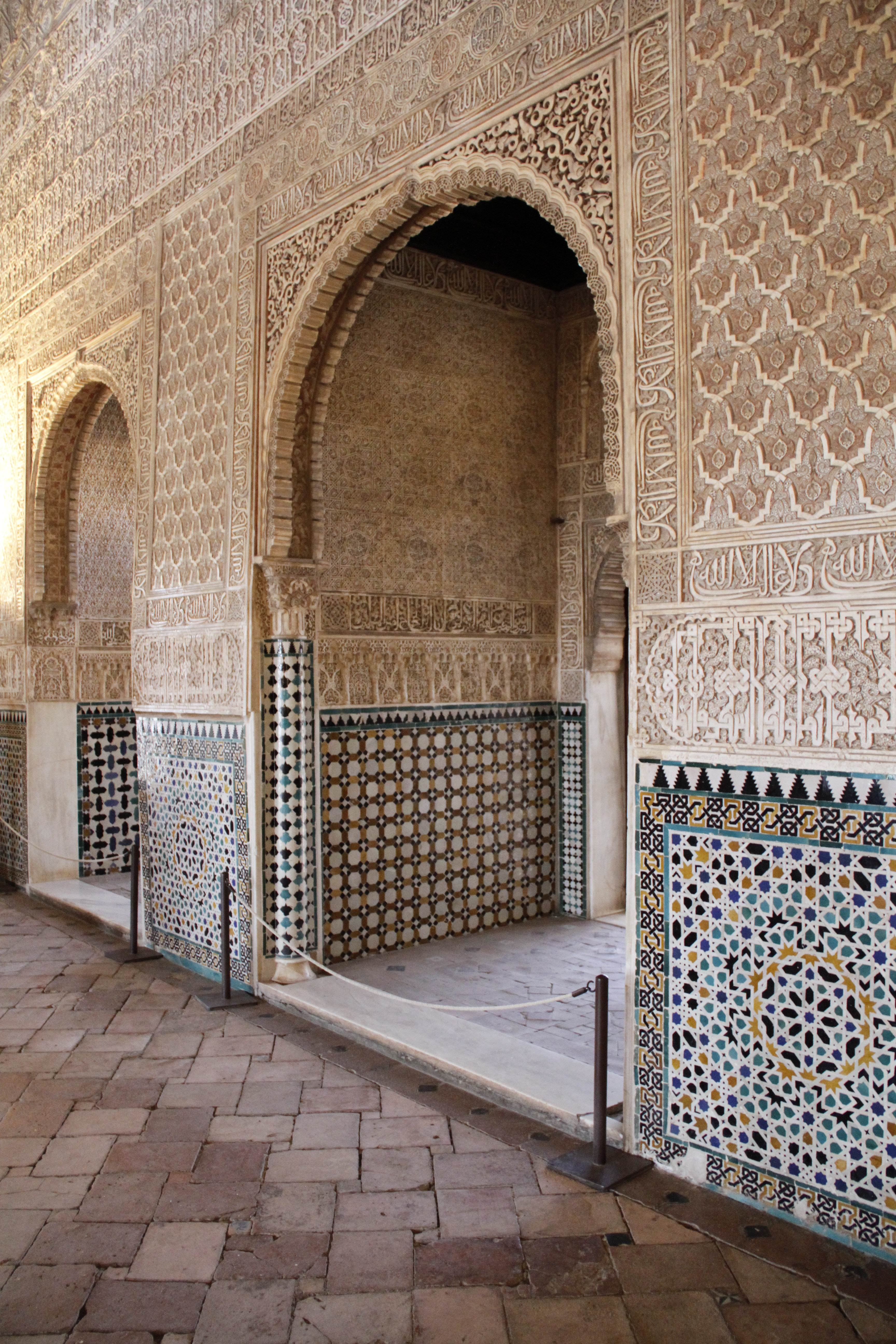
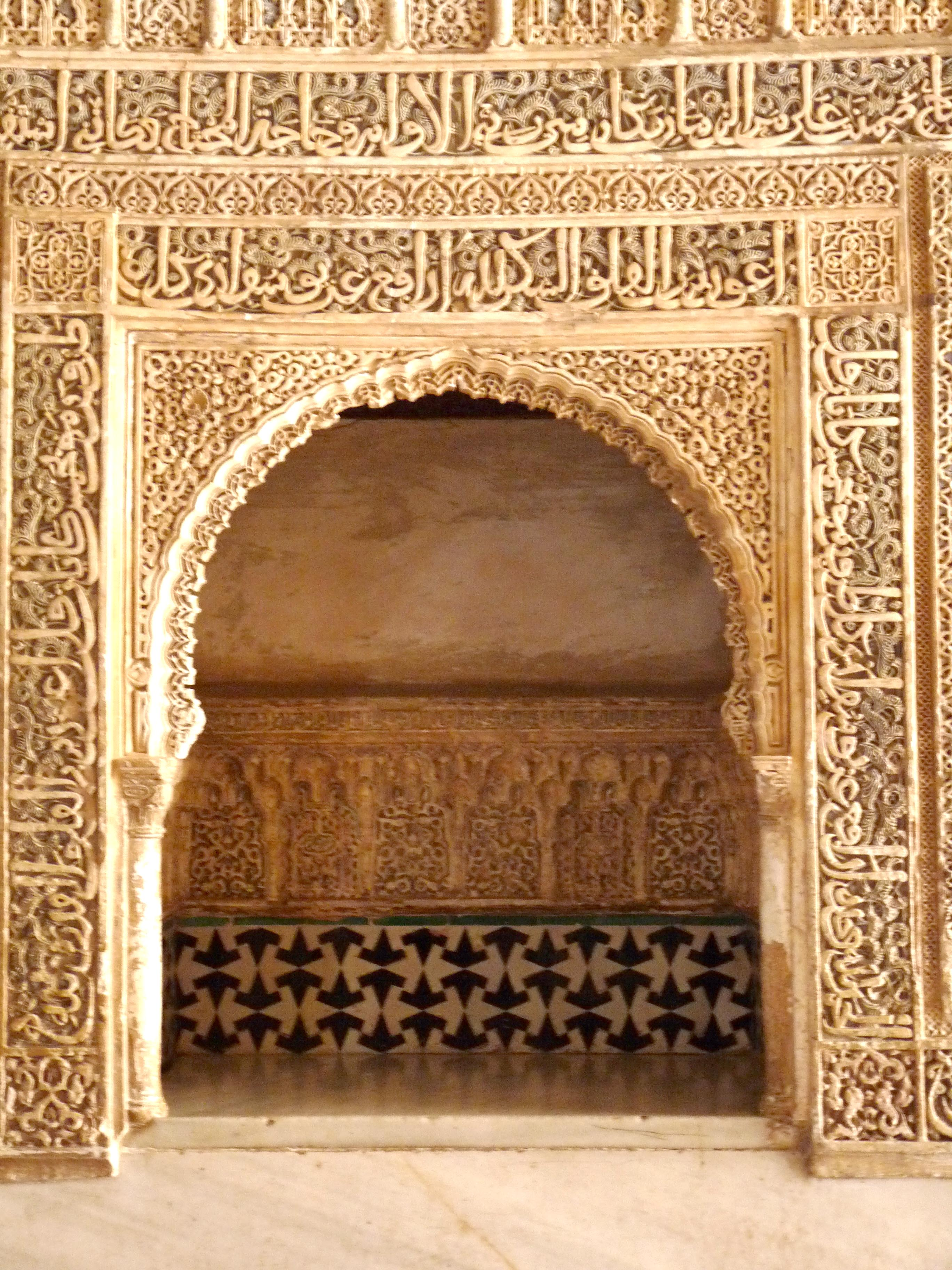
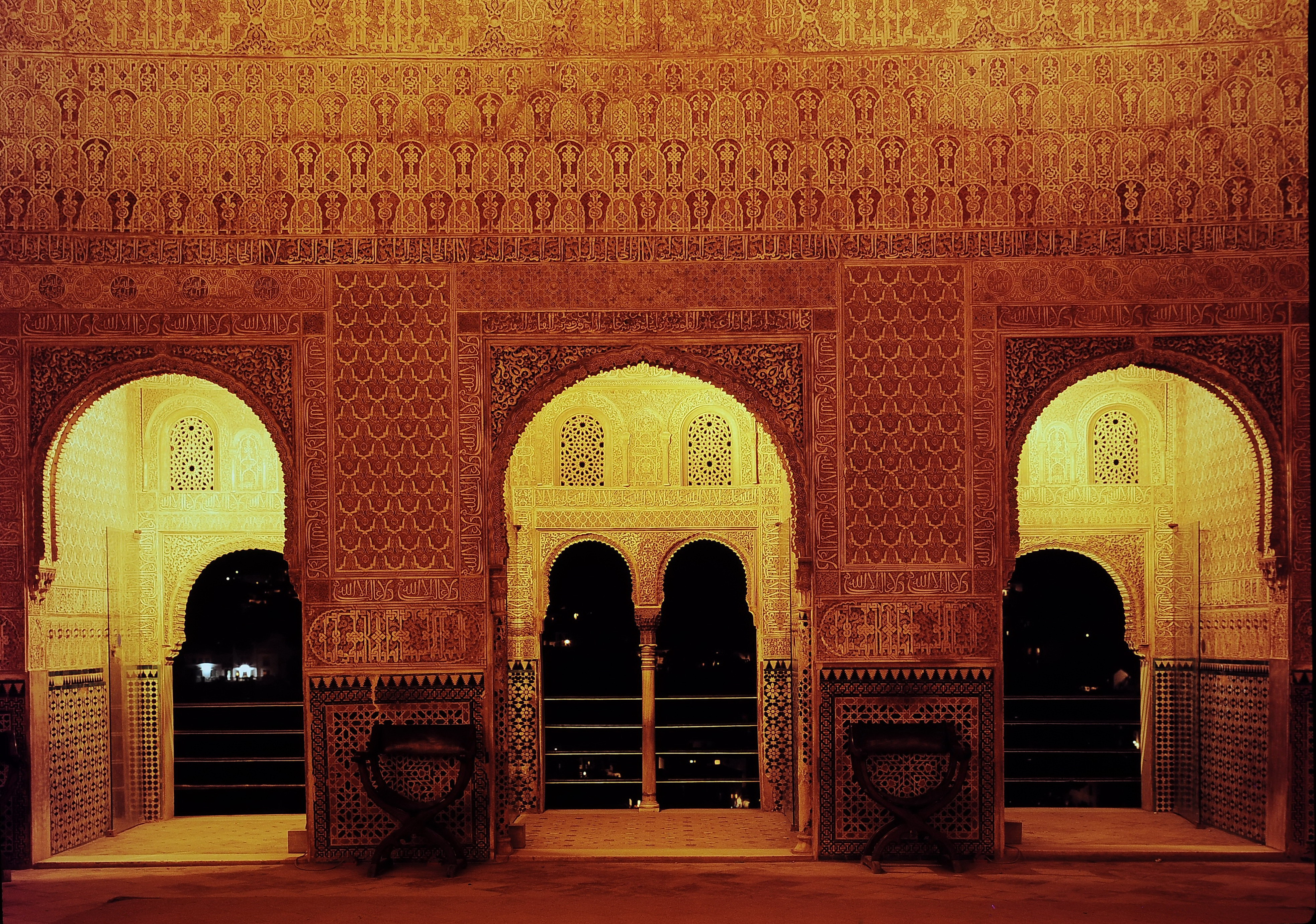
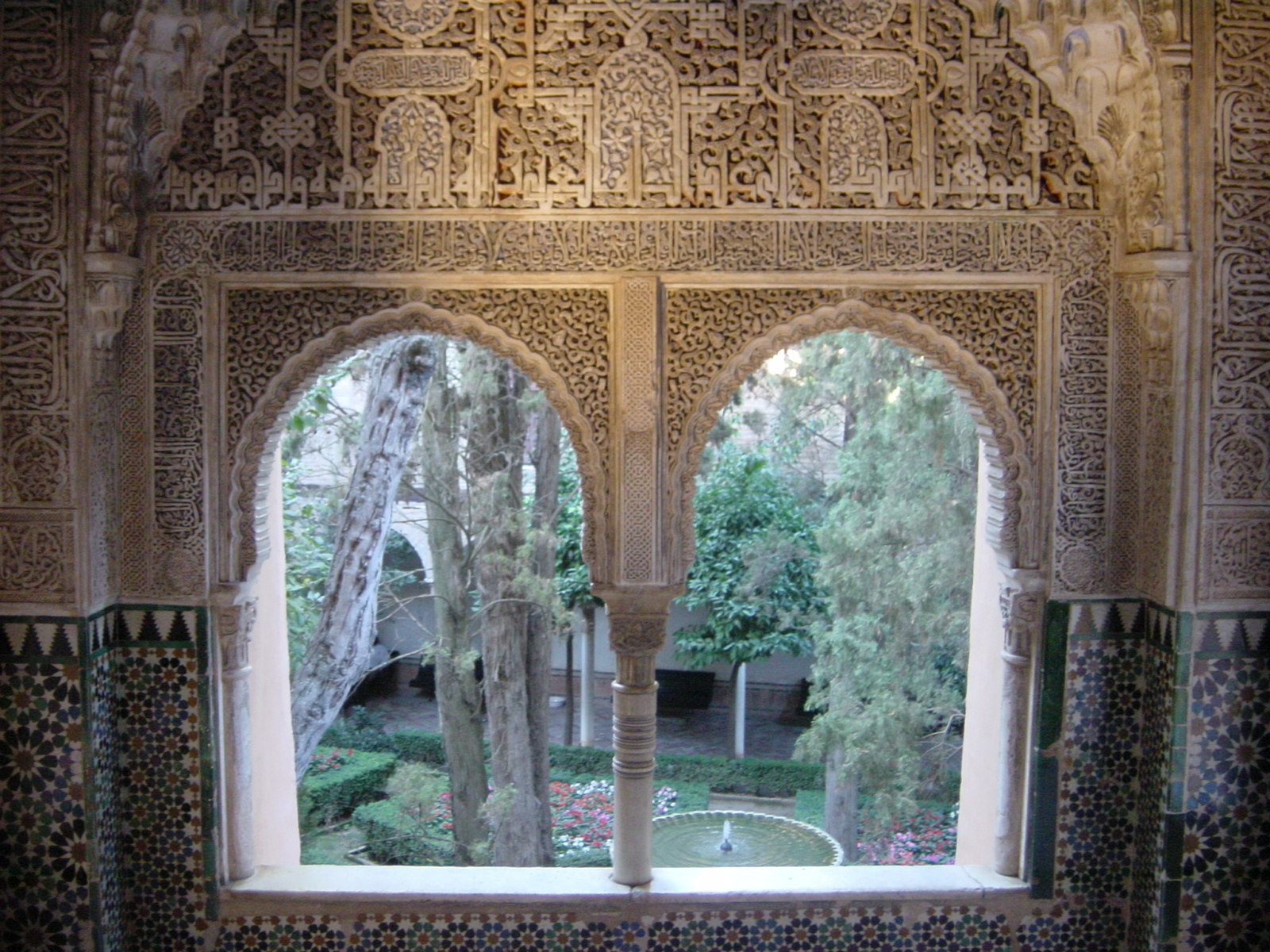
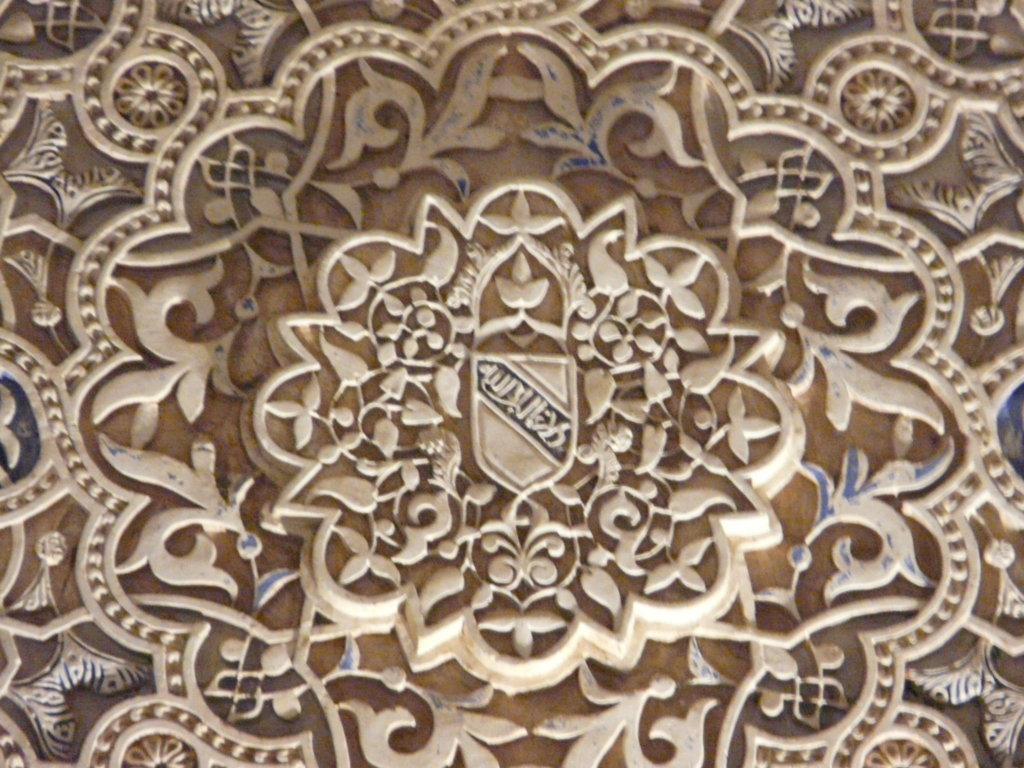
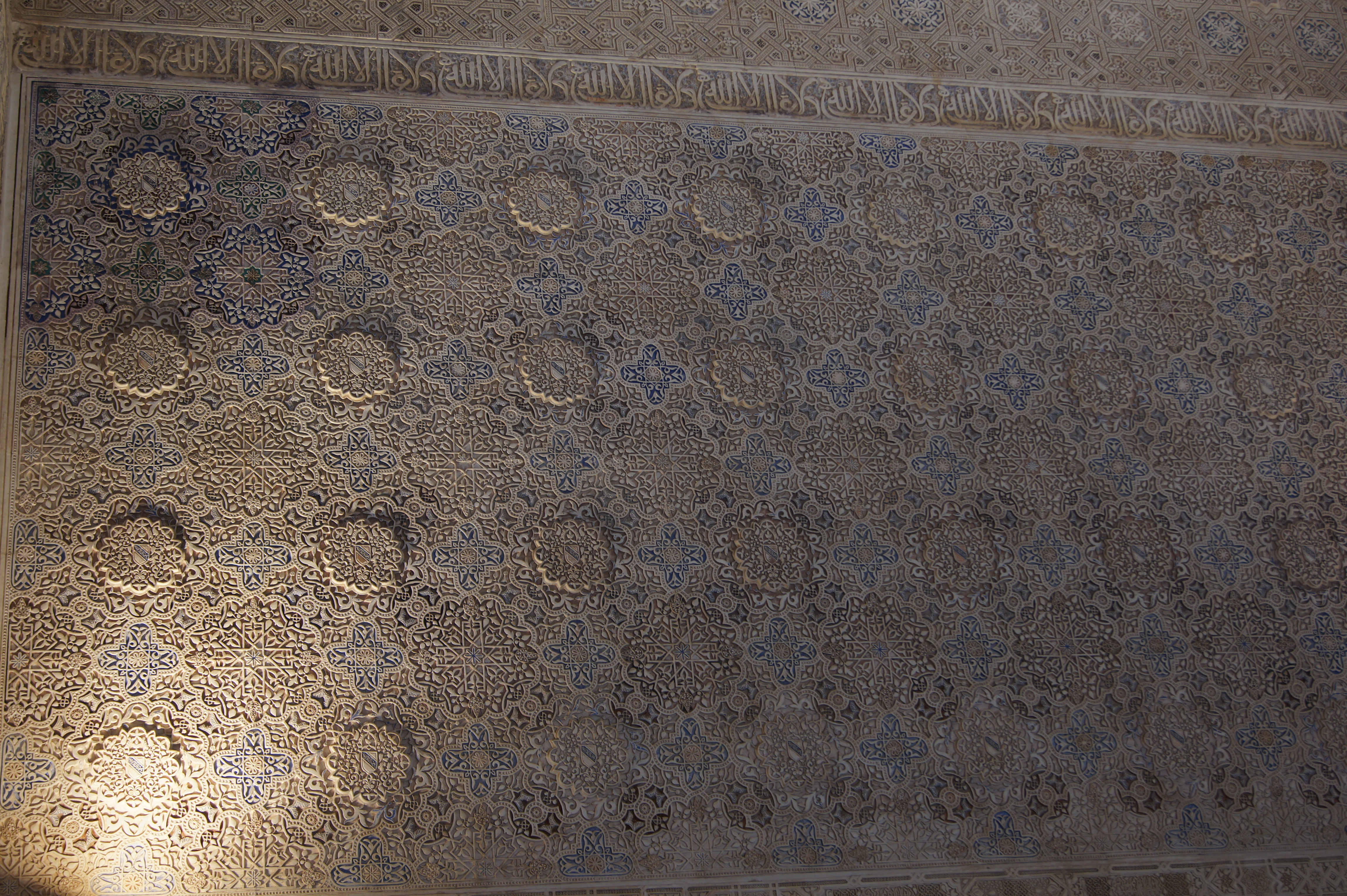
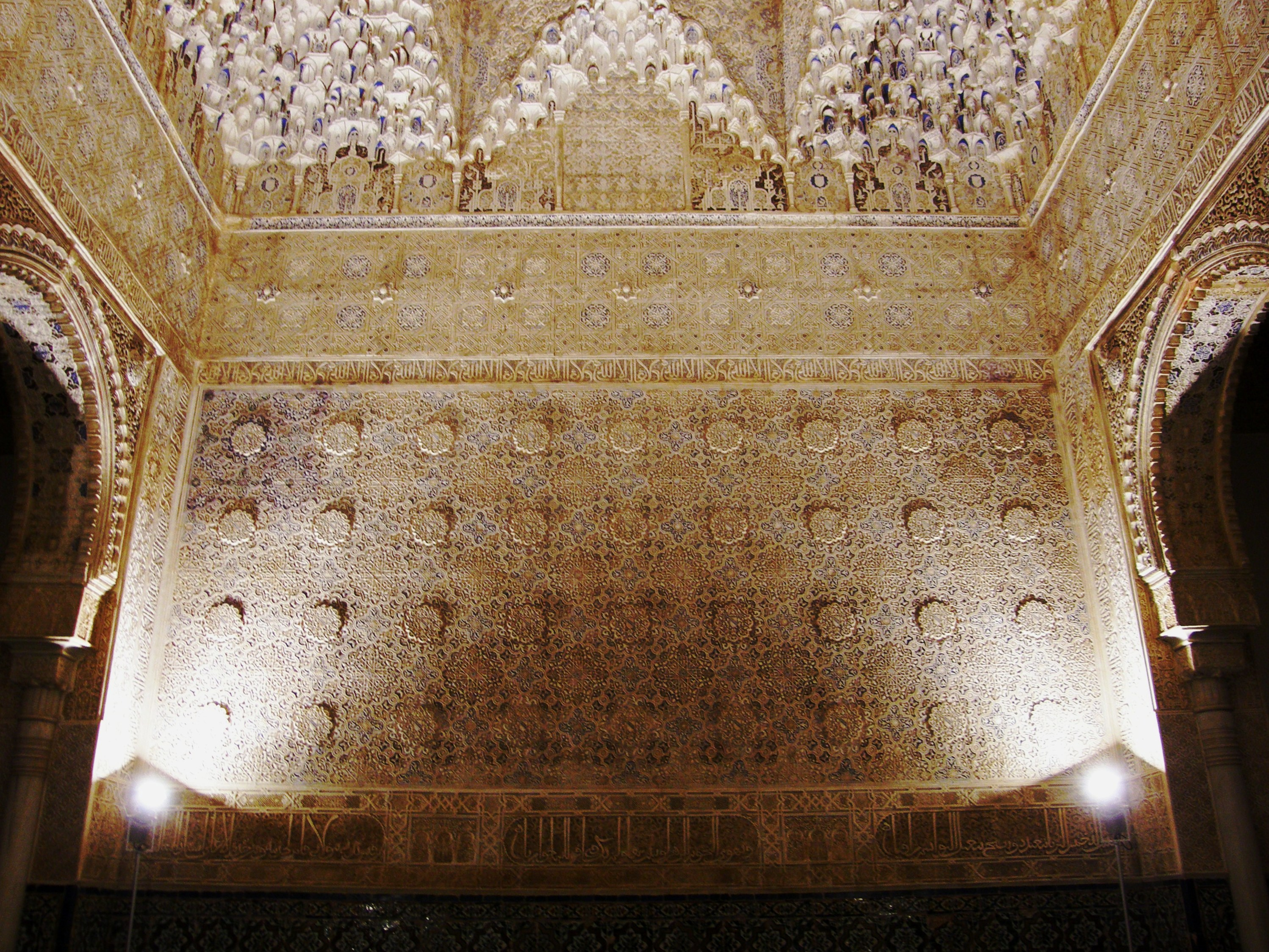
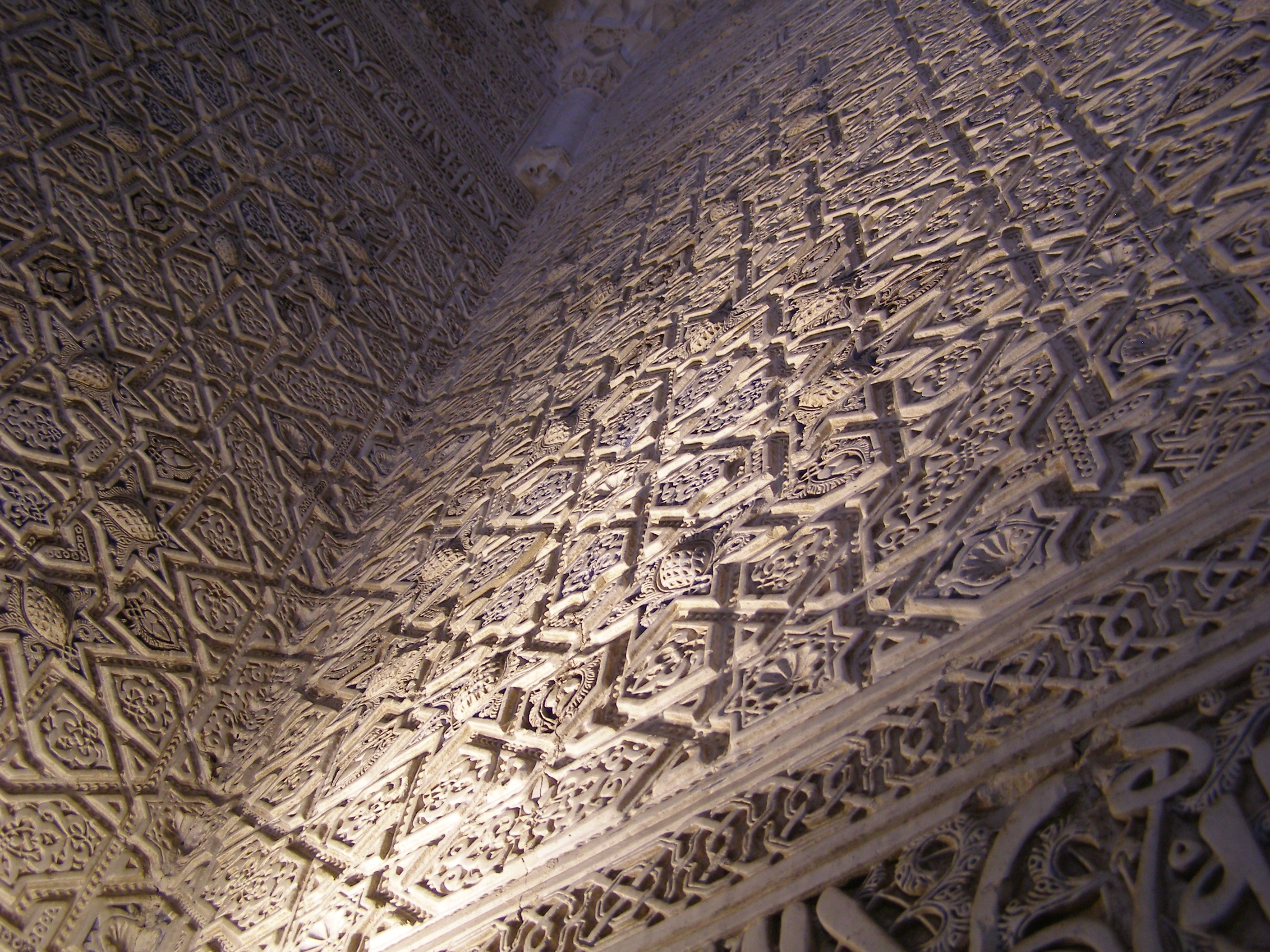
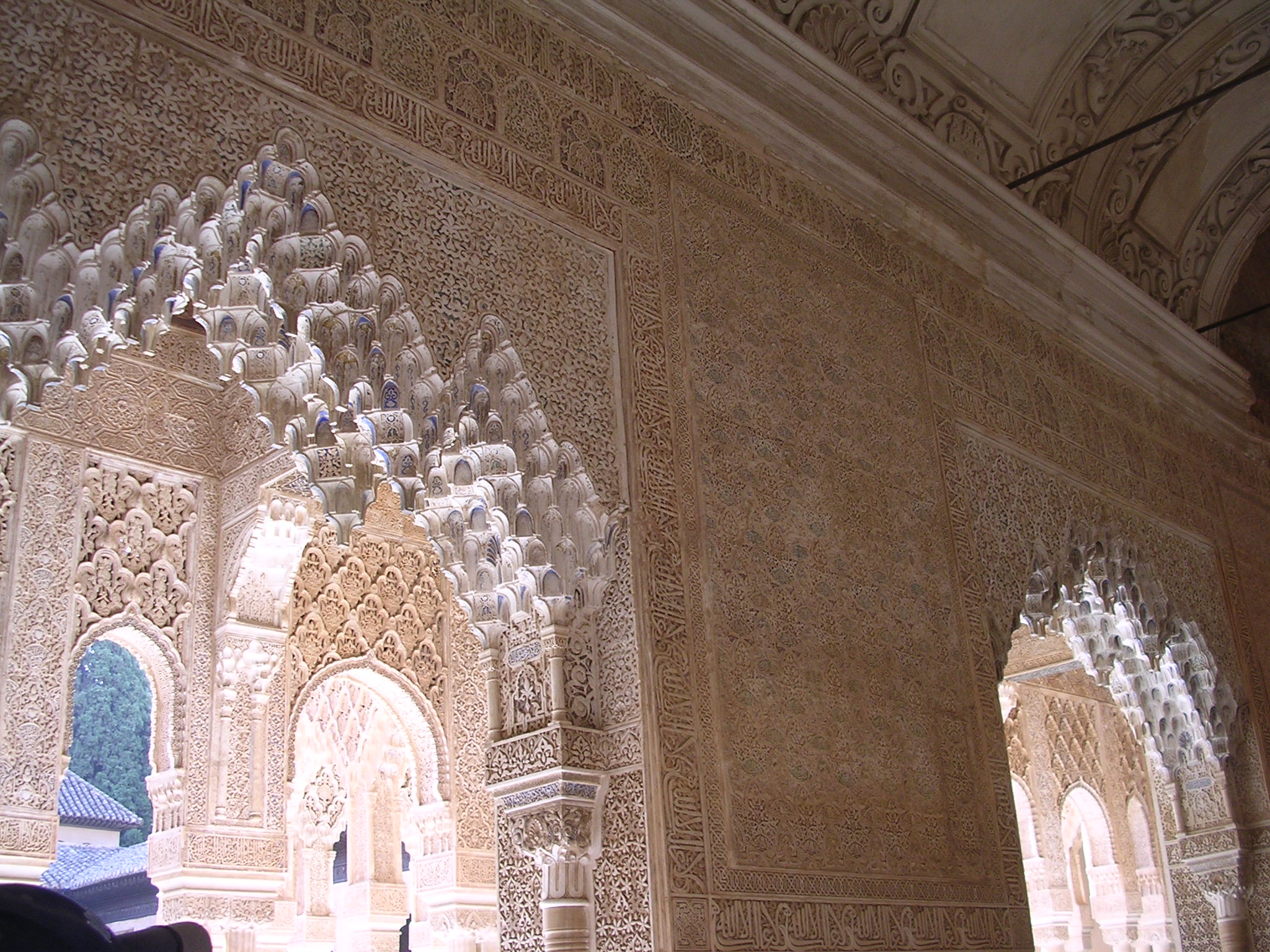
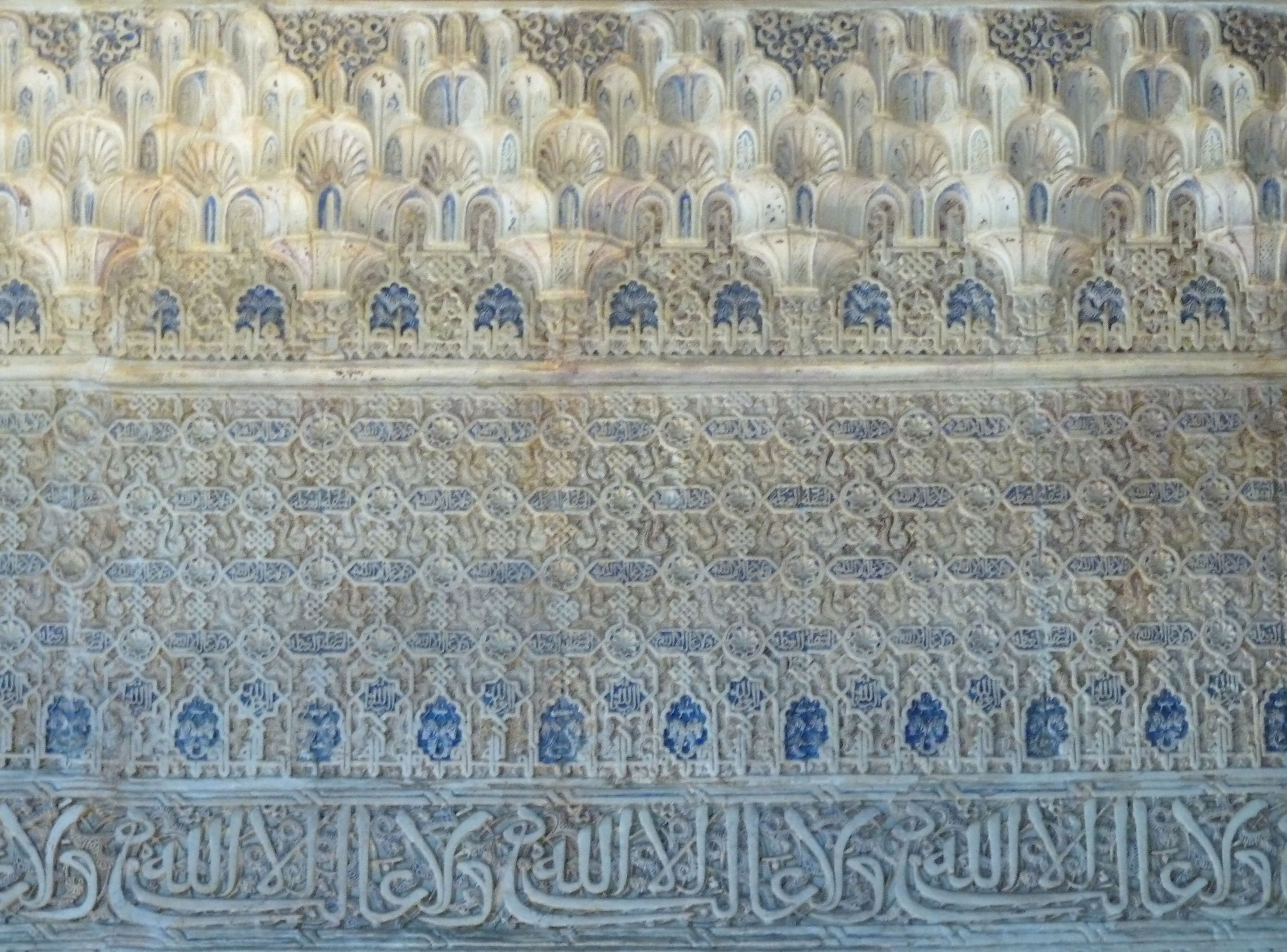
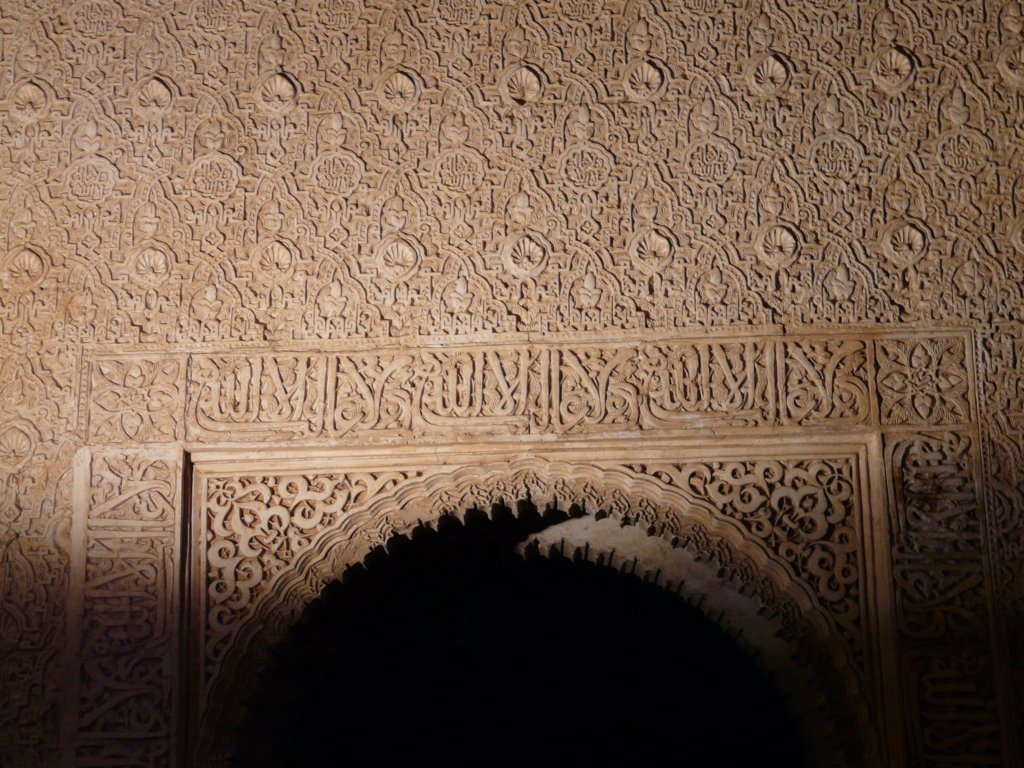
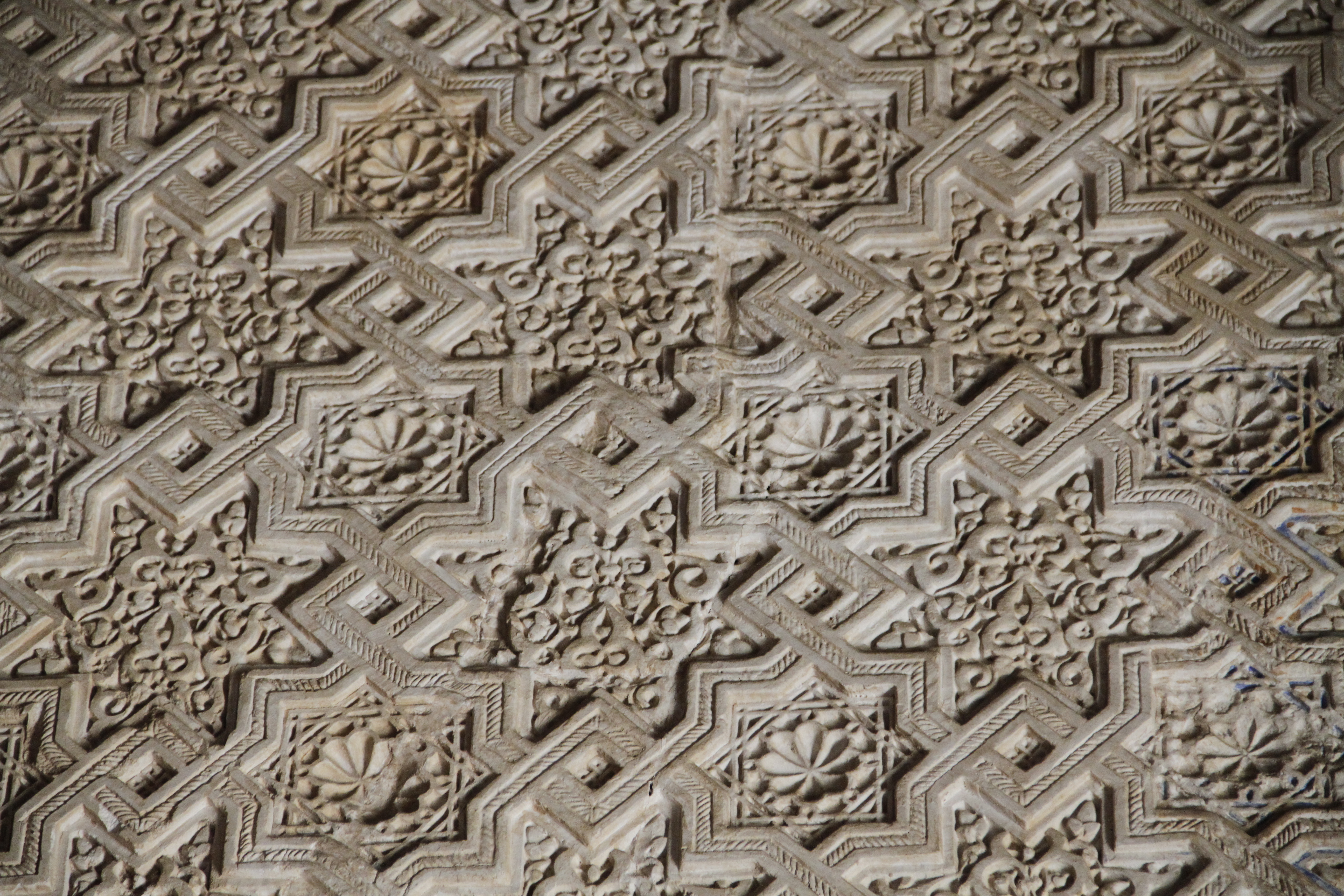
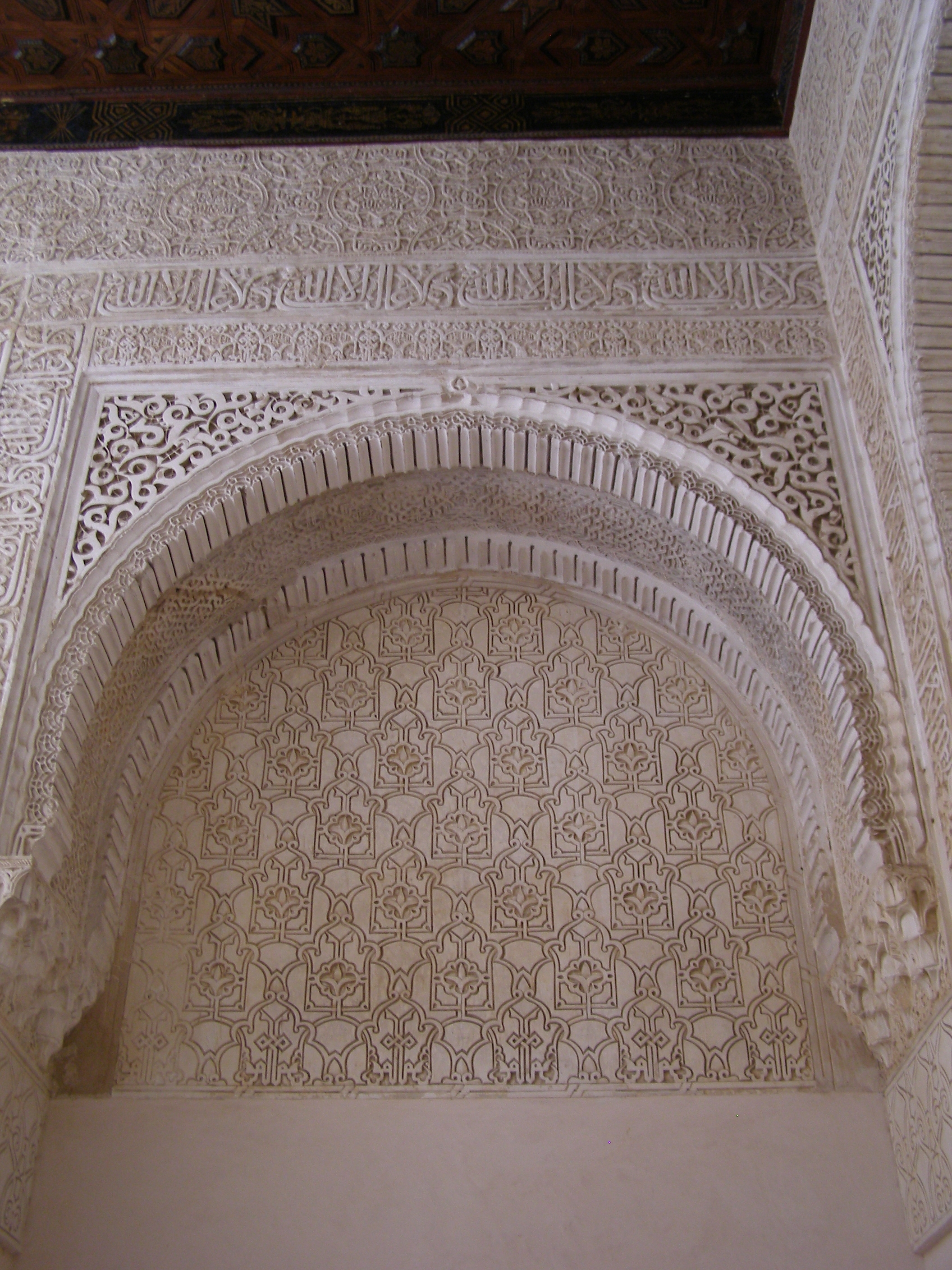
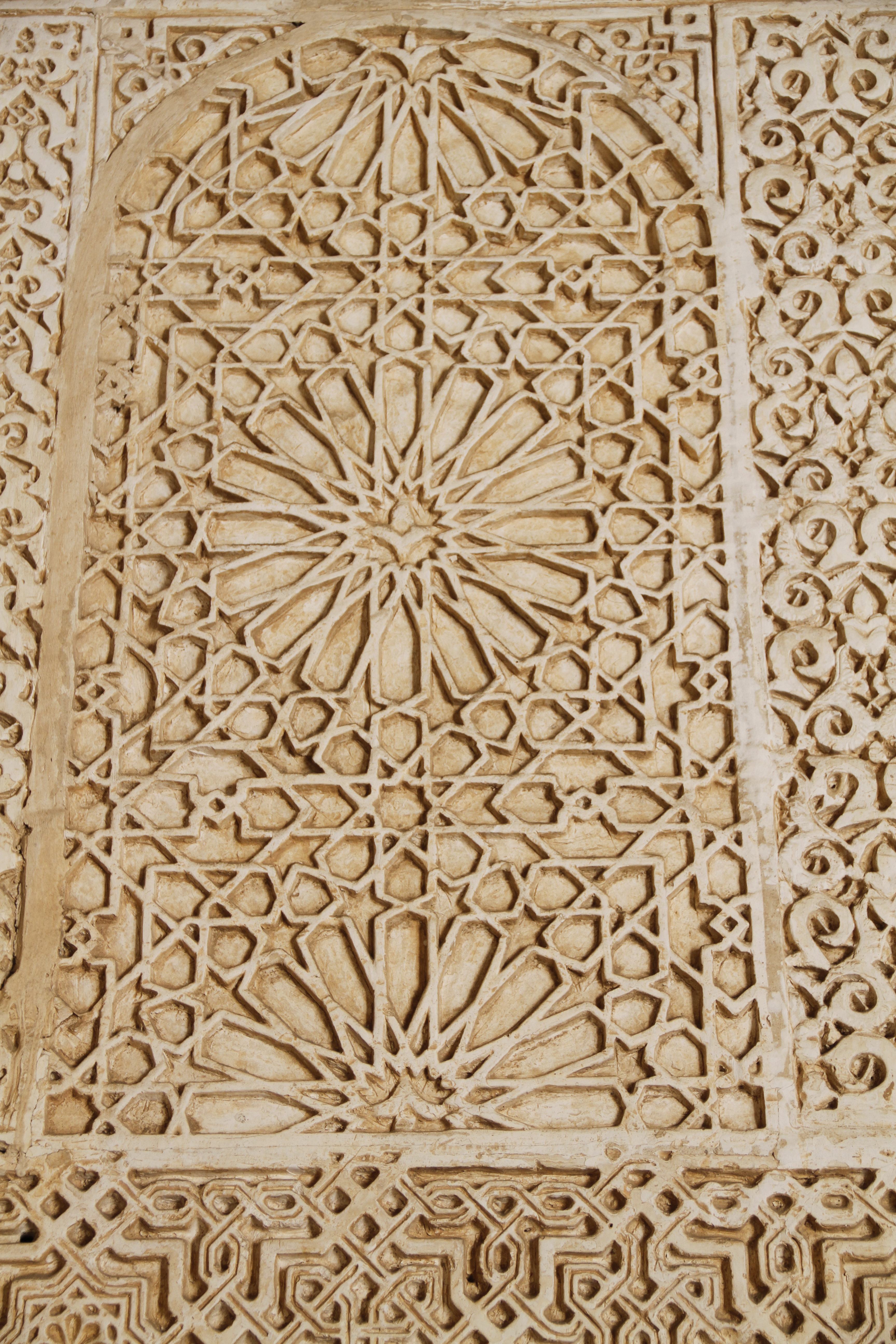
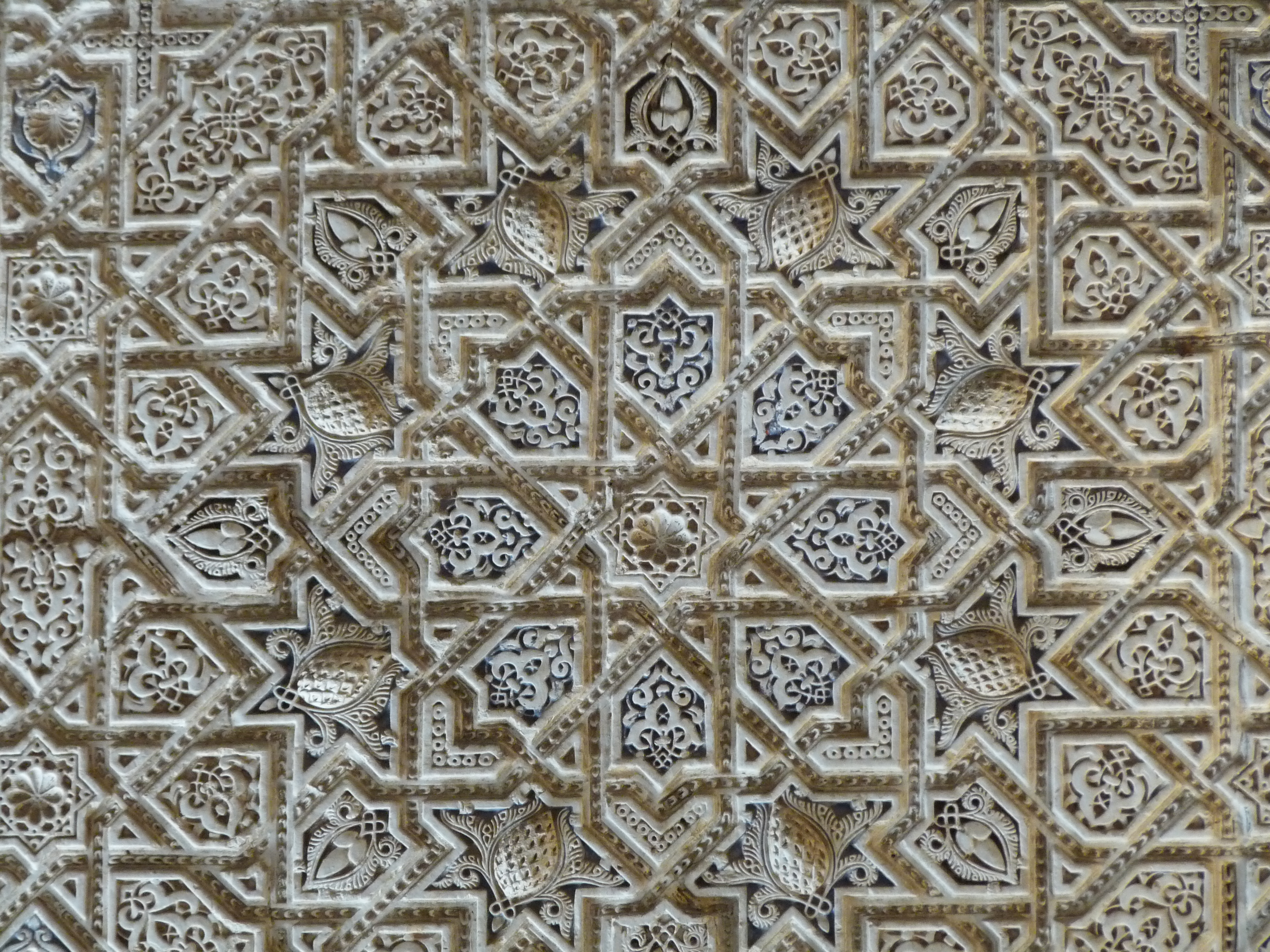
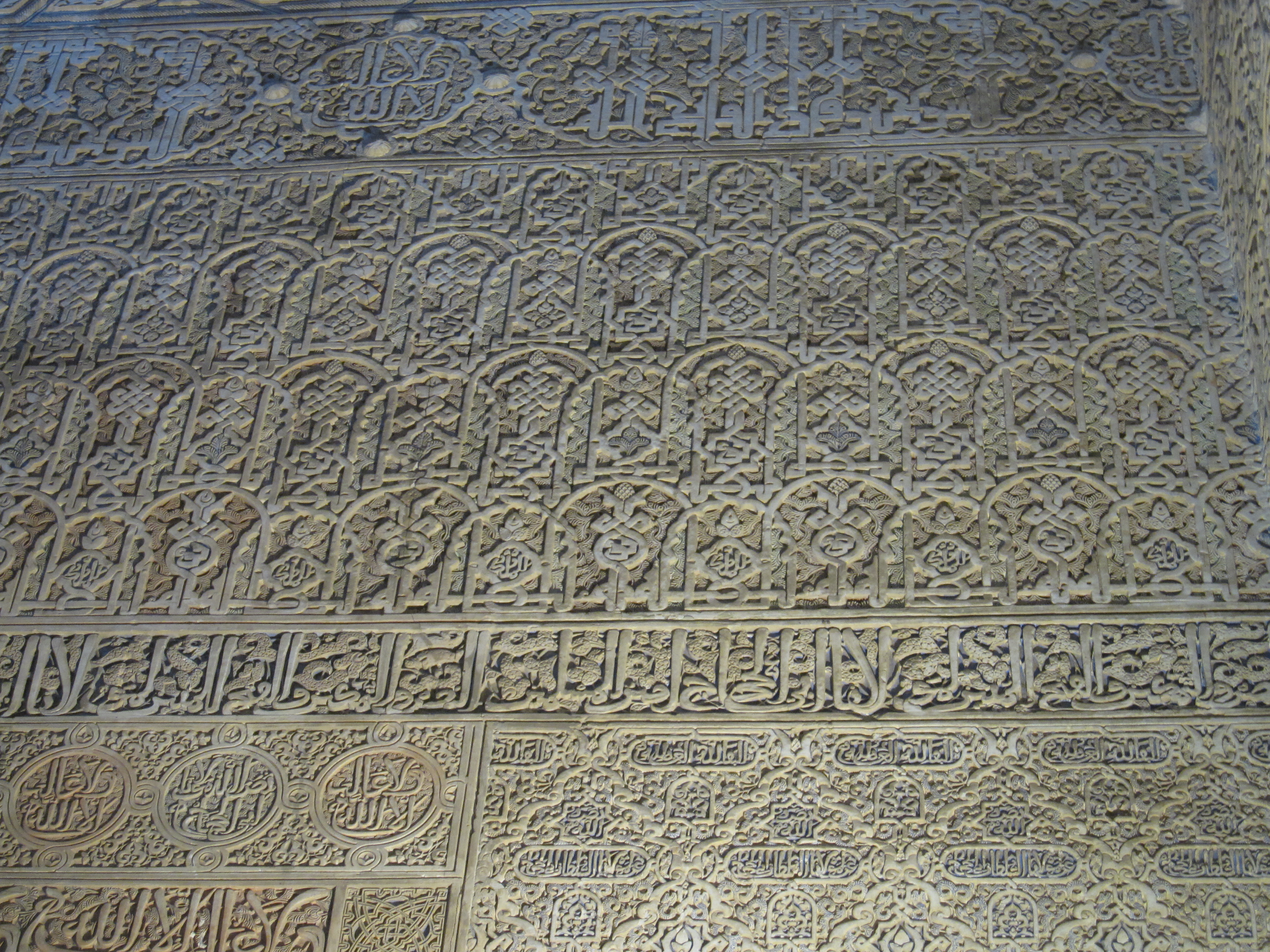
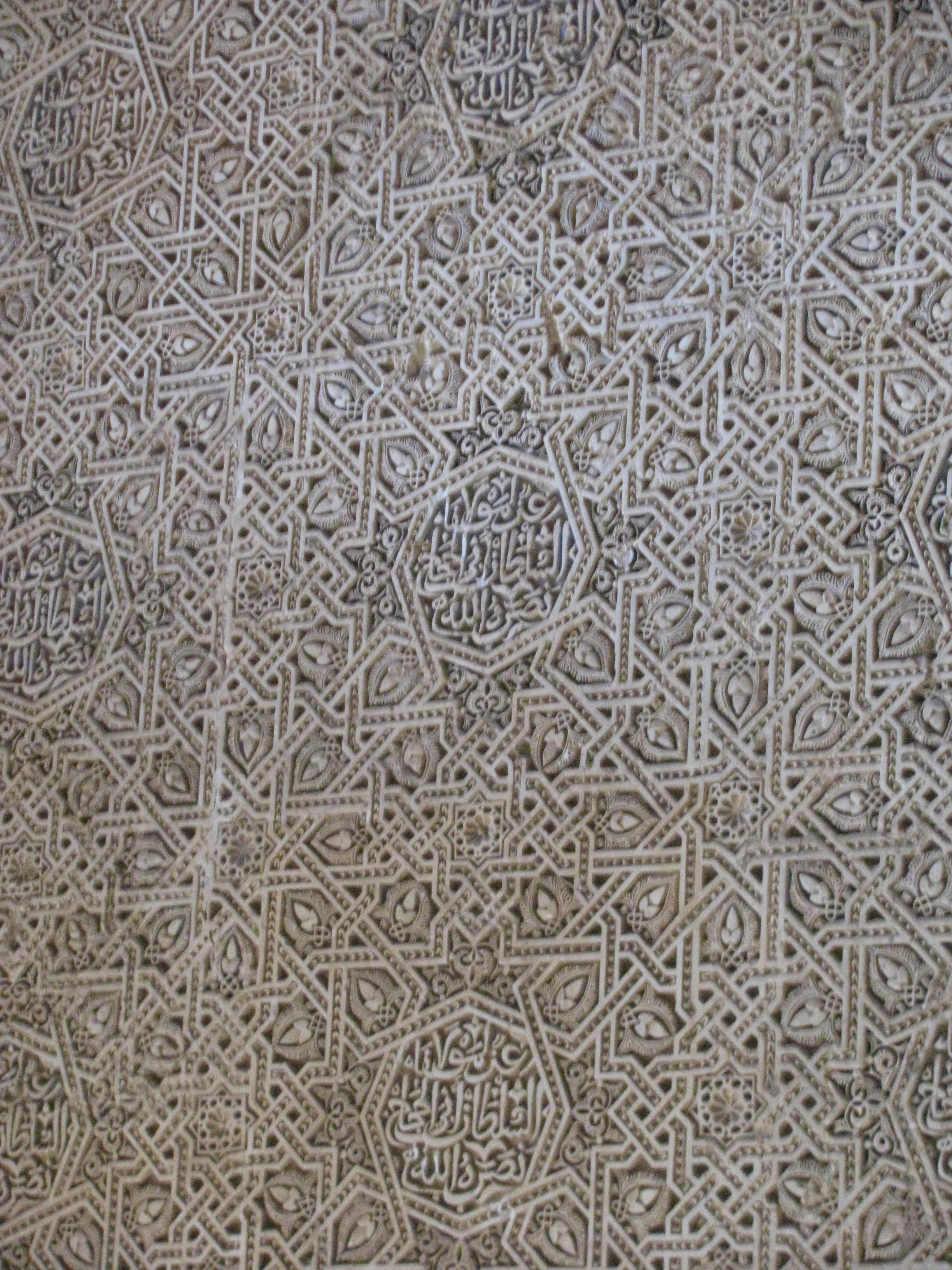
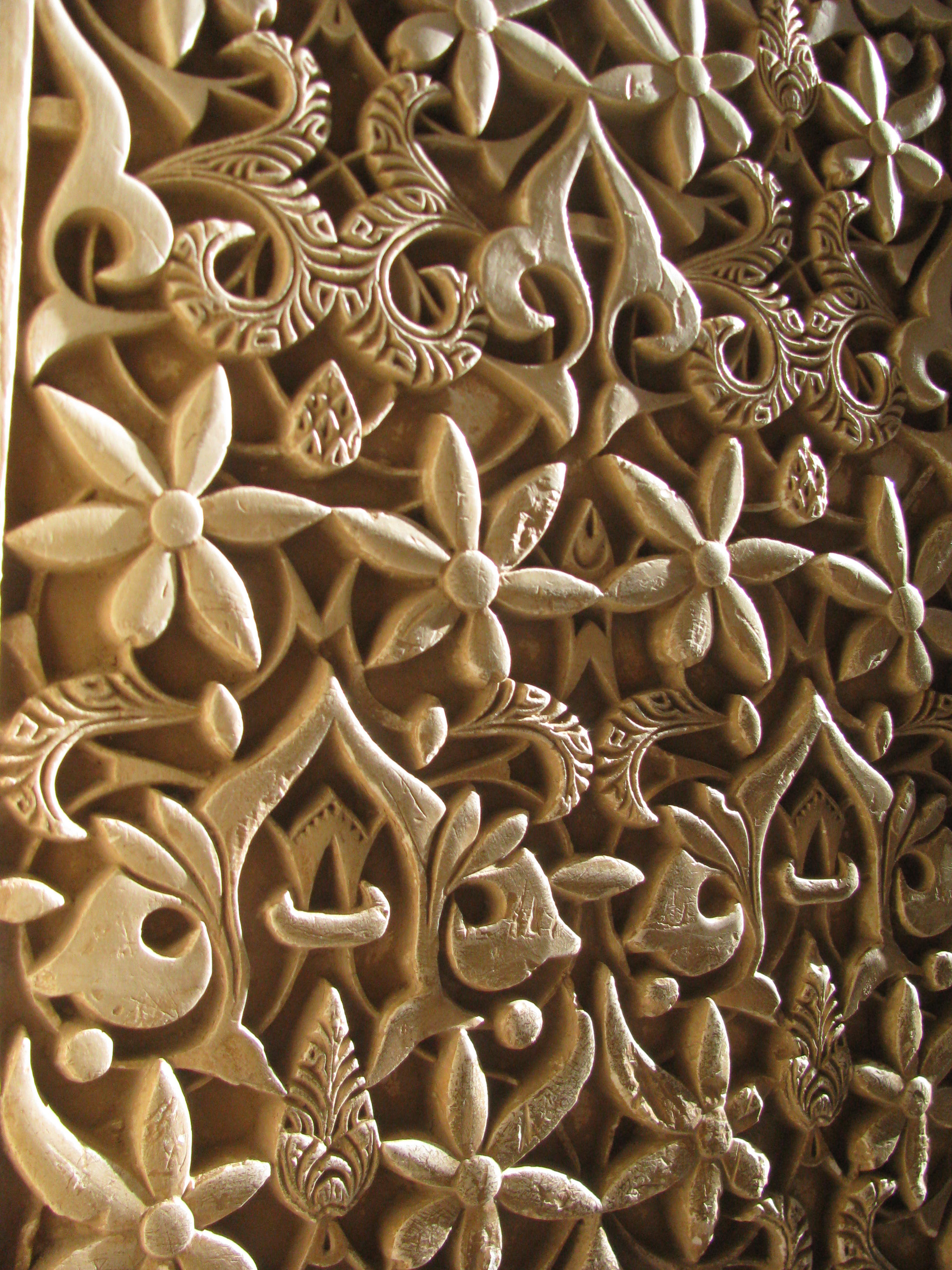
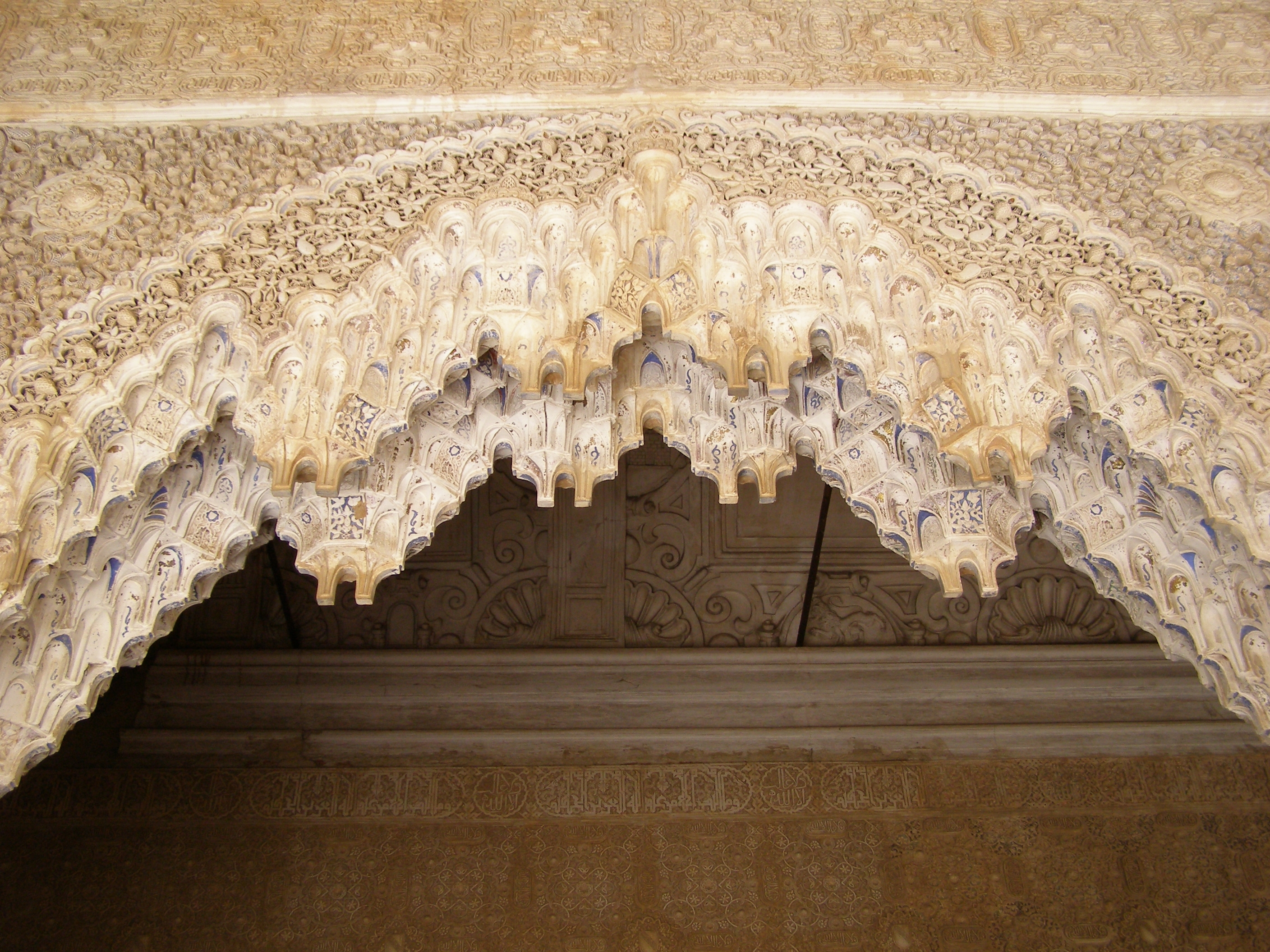
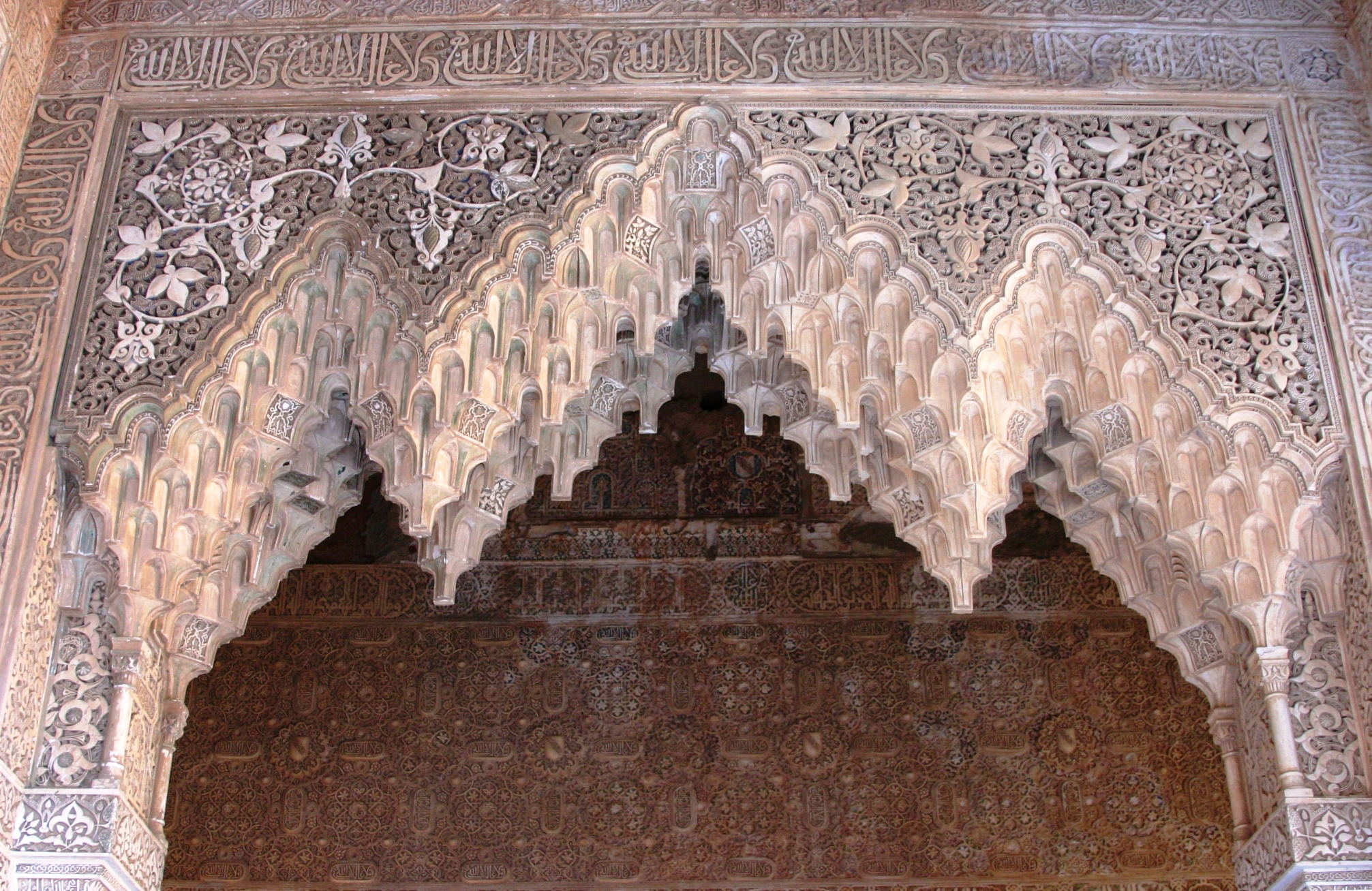
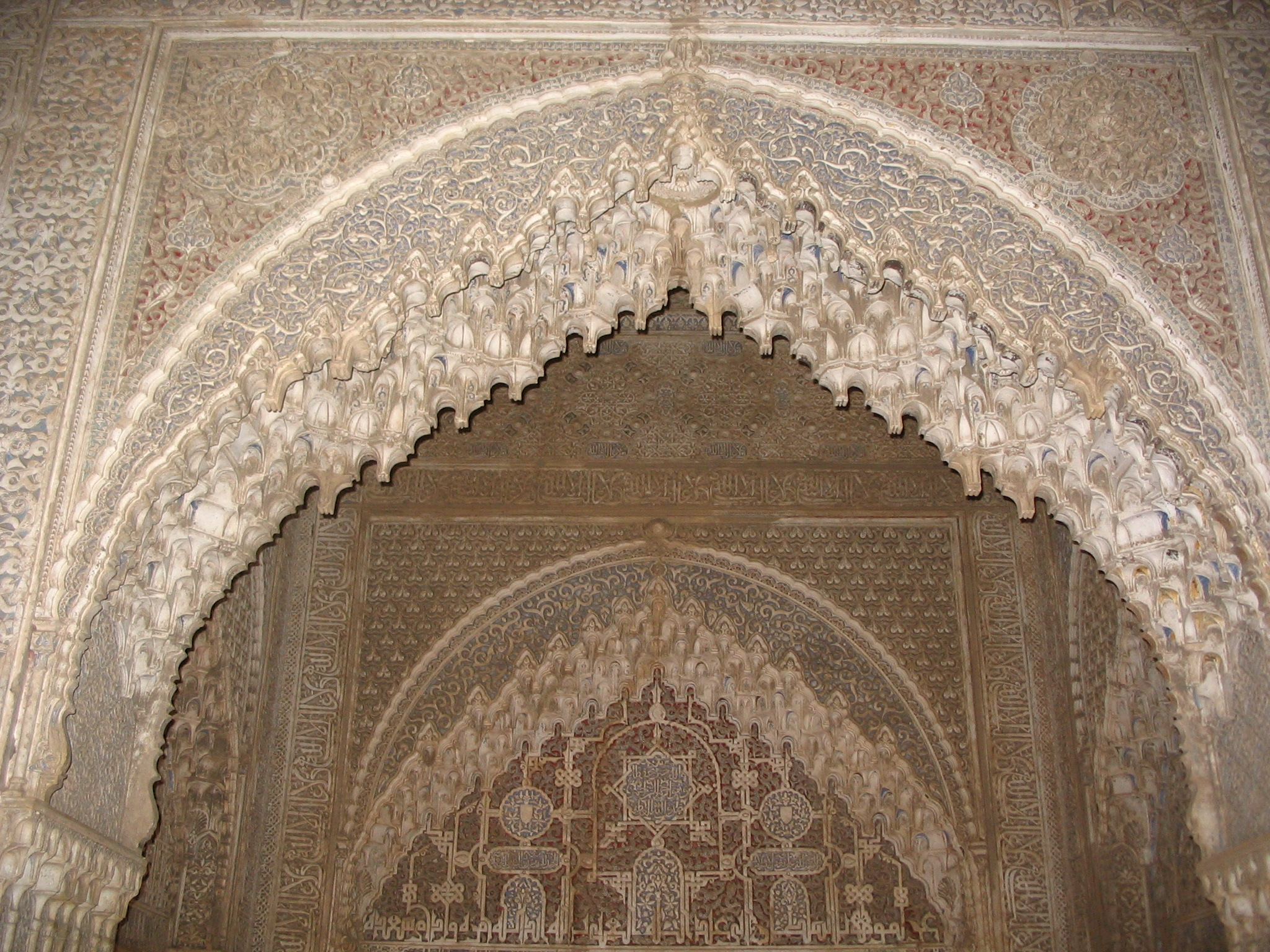
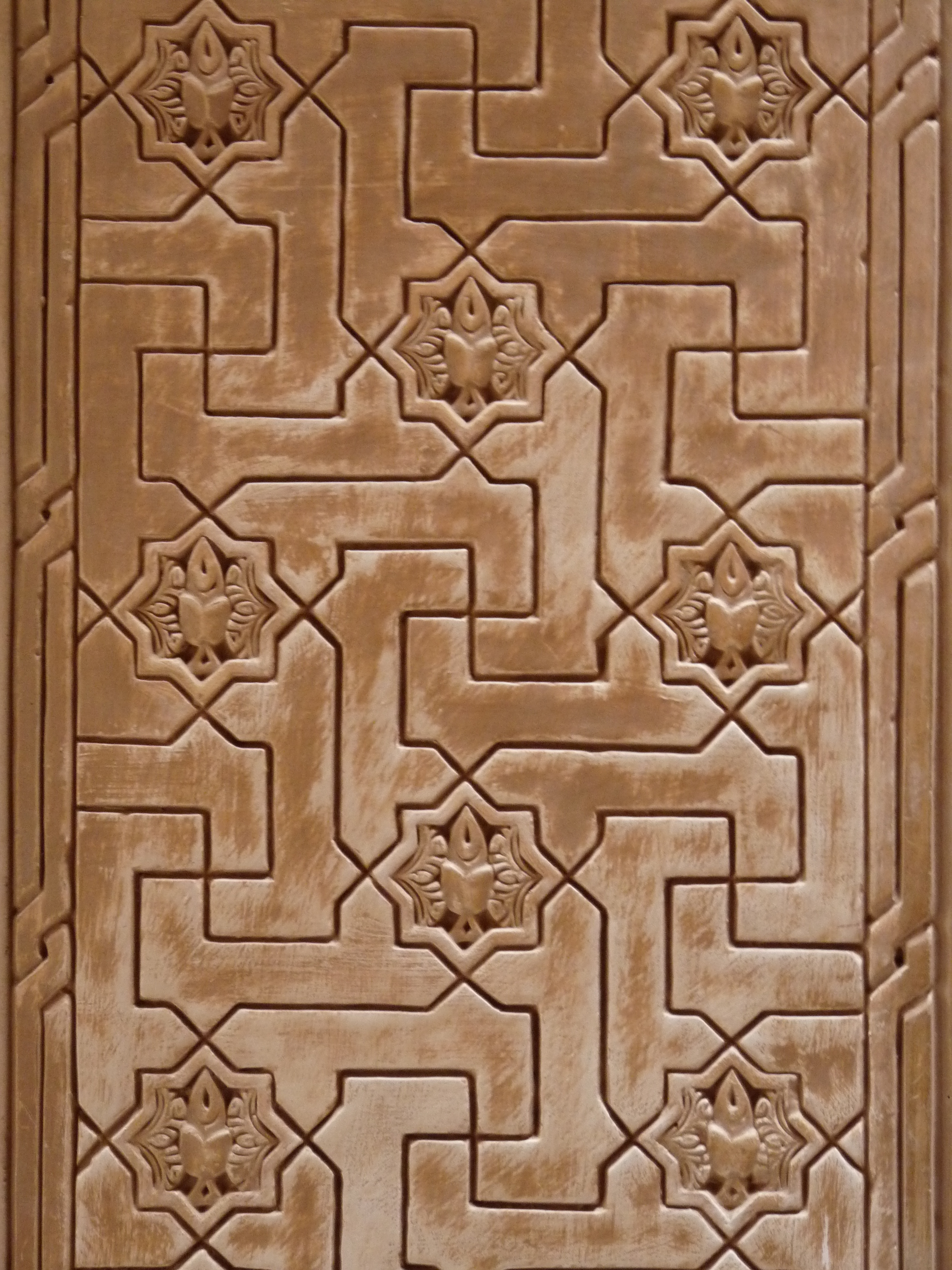
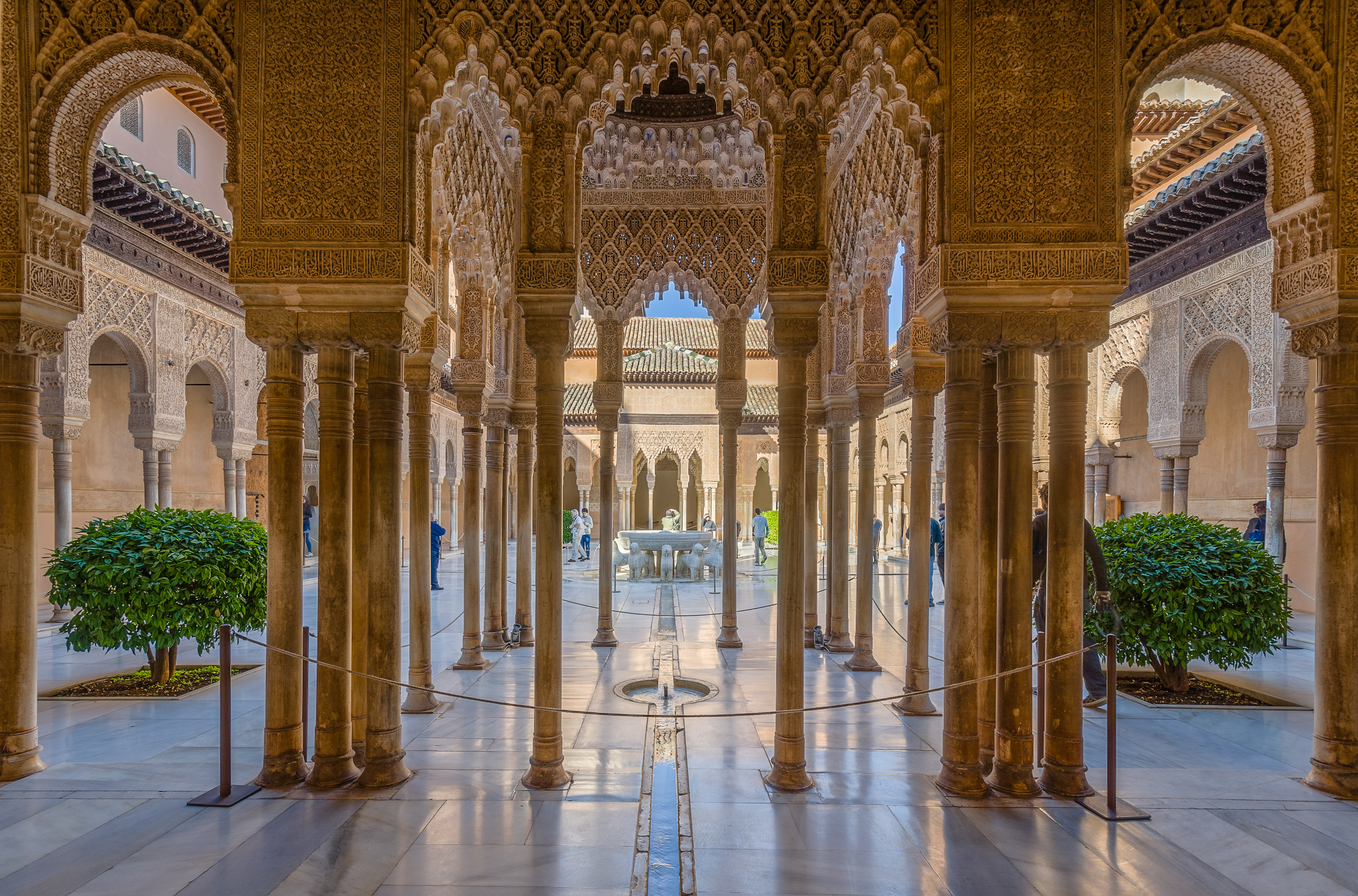